# Cumbre del G-20 de Río de Janeiro
La cumbre del G-20 de Río de Janeiro 2024 —en portugués: Cúpula do G20 Rio de Janeiro 2024— fue la decimonovena reunión del Grupo de los Veinte (G20), un foro que reunió a jefes de Estado y de Gobierno los días 18 y 19 de noviembre de 2024 en el Museo de Arte Moderno de Río de Janeiro. Este evento se convirtió en la primera cumbre del G20 celebrada en Brasil. Asimismo, marcó el primer encuentro del grupo con la Unión Africana como invitado permanente pleno, tras su incorporación oficial durante la cumbre de 2023.

## Presidencia
La presidencia brasileña comenzó oficialmente el 1 de diciembre de 2023, con el presidente Luiz Inácio Lula da Silva como presidente del organismo, bajo el lema «Construyendo un mundo justo y un planeta sostenible».

## Prioridades de la agenda
El G20 Brasil ha definido tres prioridades principales en la agenda de diálogo para 2024:
- Inclusión social y lucha contra el hambre
- Transición energética y desarrollo sostenible en sus aspectos sociales, económicos y ambientales
- Reforma de las instituciones de gobernanza global

El 10 de septiembre de 2023, al dirigirse a los países del G20 en India, Lula anunció la creación del Grupo de Trabajo de Movilización Global contra el Cambio Climático, con el objetivo de generar ingresos y reducir desigualdades para las personas afectadas por este fenómeno. Otro enfoque de la presidencia brasileña será trabajar en una reforma integral de las instituciones globales, como el Banco Mundial, el Fondo Monetario Internacional y la Organización Mundial del Comercio. Además, se priorizará la reforma del Consejo de Seguridad de las Naciones Unidas para ampliar la voz y la influencia del Sur Global en el escenario internacional.

### G20 Social
La presidencia brasileña lanzó el G20 Social, un espacio donde, por primera vez, la organización integrará a la sociedad civil en el debate, permitiéndole participar y contribuir en las discusiones y la formulación de políticas relacionadas con la cumbre.

## Tratado contra el hambre y la pobreza

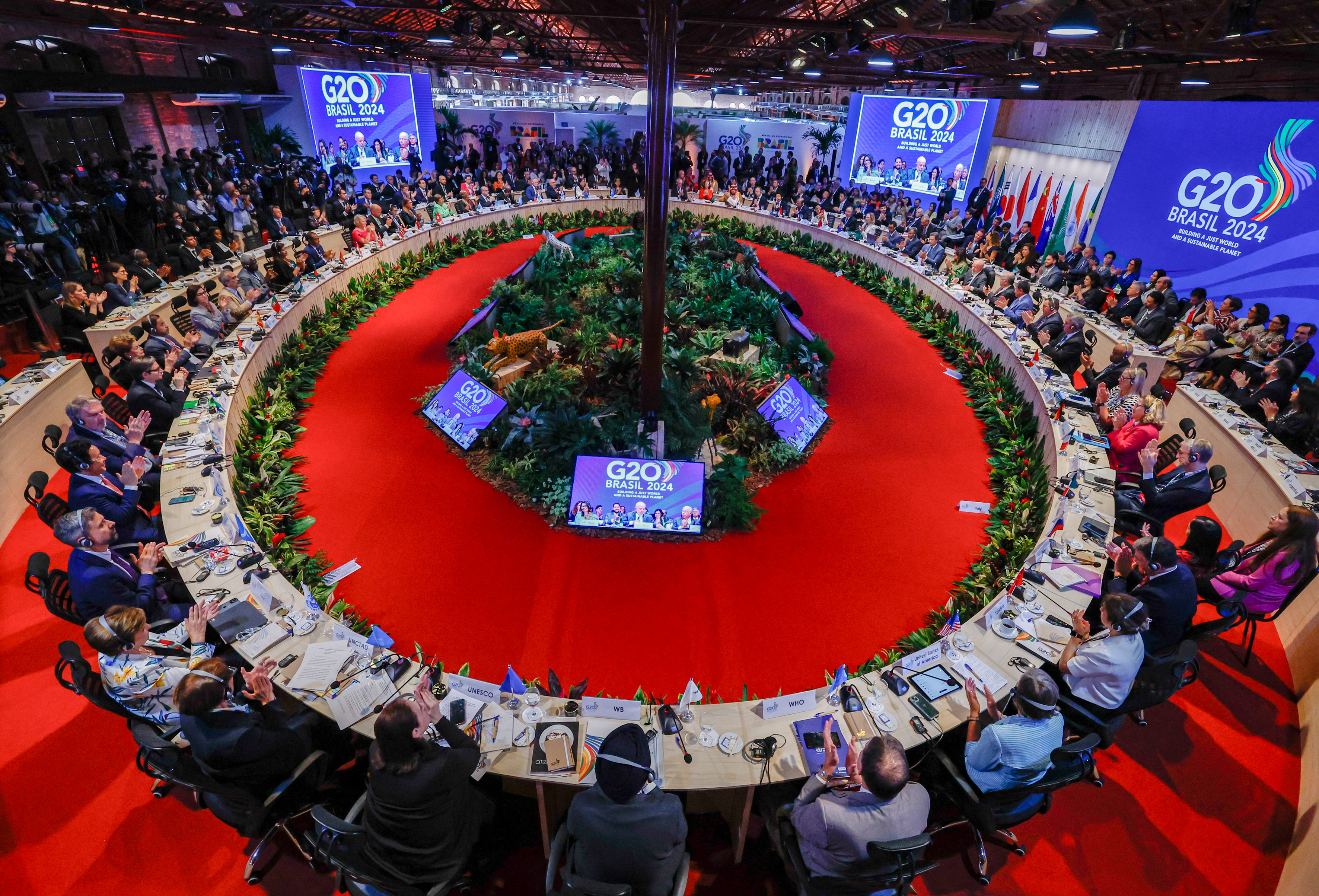
Reunión ministerial sobre el lanzamiento de la «Alianza Global contra el Hambre y la Pobreza»

El 24 de julio de 2024, el gobierno federal de Brasil redactó el tratado multilateral Alianza Global contra el Hambre y la Pobreza, junto con los países del G20 y organizaciones internacionales, para respaldar y acelerar los esfuerzos destinados a erradicar el hambre y la pobreza, al tiempo que se reducen las desigualdades. Se espera que todas las partes ratifiquen el tratado en noviembre de 2024, durante la cumbre de líderes.

## Preparativos

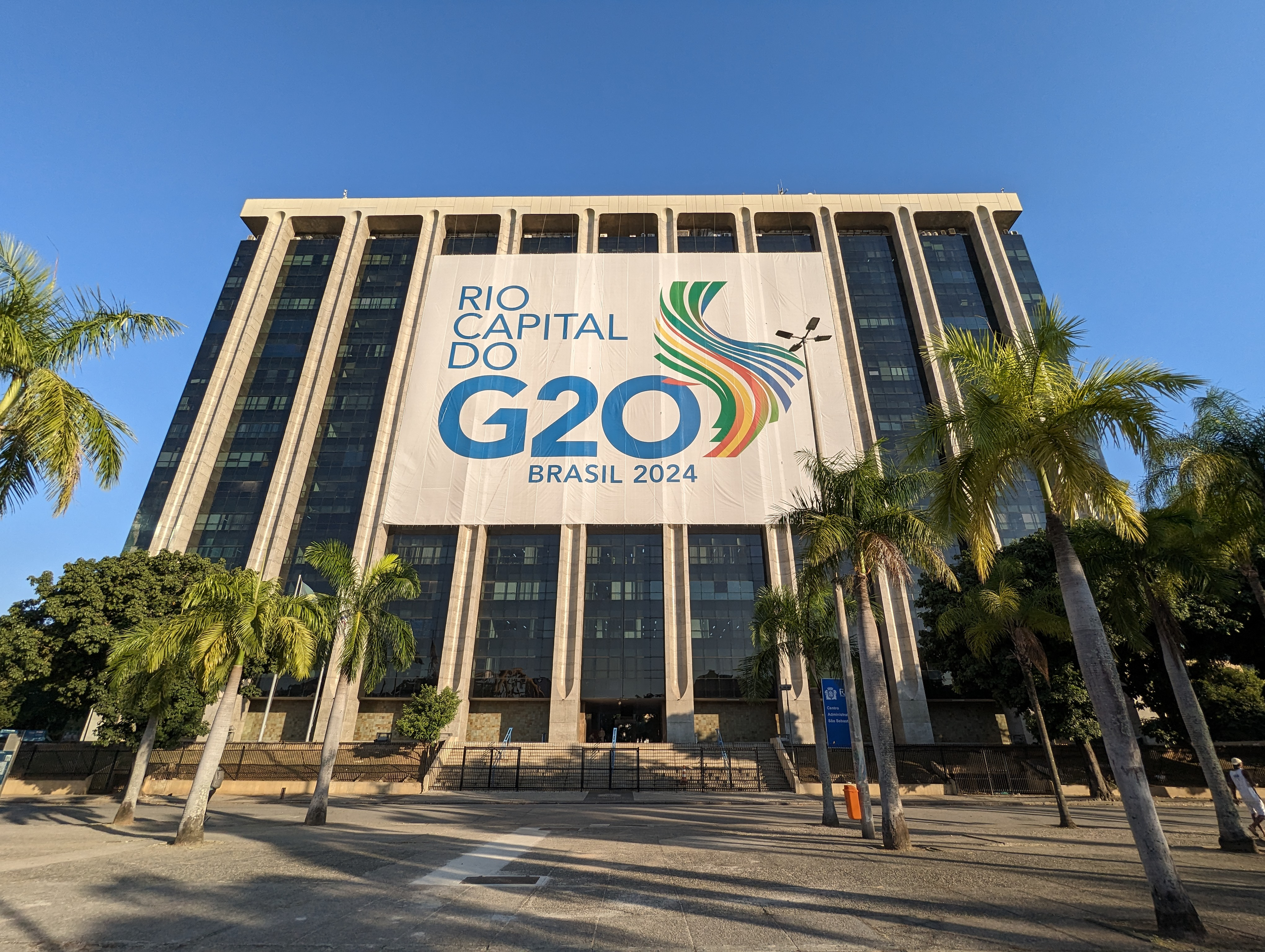
Pancarta de promoción de los actos del G20 en la prefectura municipal de Río de Janeiro.

El gobierno de Brasil destinó un presupuesto de R$ 300 millones (60 millones de USD) para los eventos del G20 en 15 ciudades. Para garantizar la seguridad en el evento de los ministros de Relaciones Exteriores, celebrado del 21 al 22 de febrero, se desplegaron 1200 efectivos de las Fuerzas Armadas y la Policía Federal. El Museo de Arte Moderno de Río de Janeiro, sede principal de la cumbre y hogar de dieciséis mil obras de arte, pasó por una extensa renovación y restauración con un presupuesto de R$ 40 millones (7,6 millones de USD).
En abril, la Policía de Río de Janeiro simuló un ataque terrorista contra el Cristo Redentor como parte de un ejercicio de preparación para la cumbre de líderes. Durante el evento, el Aeropuerto Santos Dumont permanecerá cerrado, y la Fuerza Aérea Brasileña implementará una zona de exclusión aérea. Para la cumbre de líderes, el gobierno desplegará 20 000 efectivos de las Fuerzas Armadas y la Fuerza Nacional, junto con ocho centros de inteligencia.

## Cuestiones

### Rusia y Ucrania
Tras la invasión rusa de Ucrania, la Corte Penal Internacional emitió una orden de arresto contra el presidente ruso, Vladímir Putin, por crímenes de guerra. El 9 de septiembre de 2023, Lula declaró que Putin «podía asistir a la cumbre del G20 del próximo año en Río de Janeiro sin temor», añadiendo que «si soy el presidente de Brasil y él viene a Brasil, no hay razón para que sea arrestado». Su principal asesor de política exterior, Celso Amorim, confirmó posteriormente la intención del gobierno de invitar a Putin a la cumbre. Sin embargo, en diciembre de 2023, Lula afirmó que Putin podría ser arrestado en Brasil, aunque aclaró que esa decisión recaería en los tribunales independientes del país y no en su gobierno.
El 18 de octubre de 2024, el presidente Vladímir Putin anunció que no asistiría a la cumbre, declarando: «mi posible visita arruinaría el trabajo del grupo».

### Otras cuestiones
El diálogo sobre el aumento de las temperaturas globales y los principios de la economía digital formaron parte de los temas abordados en la agenda. Asimismo, la presidencia brasileña priorizó la guerra entre Israel y Hamás, junto con el incremento de la confrontación entre los bloques liderados por Estados Unidos y China.

## Líderes participantes

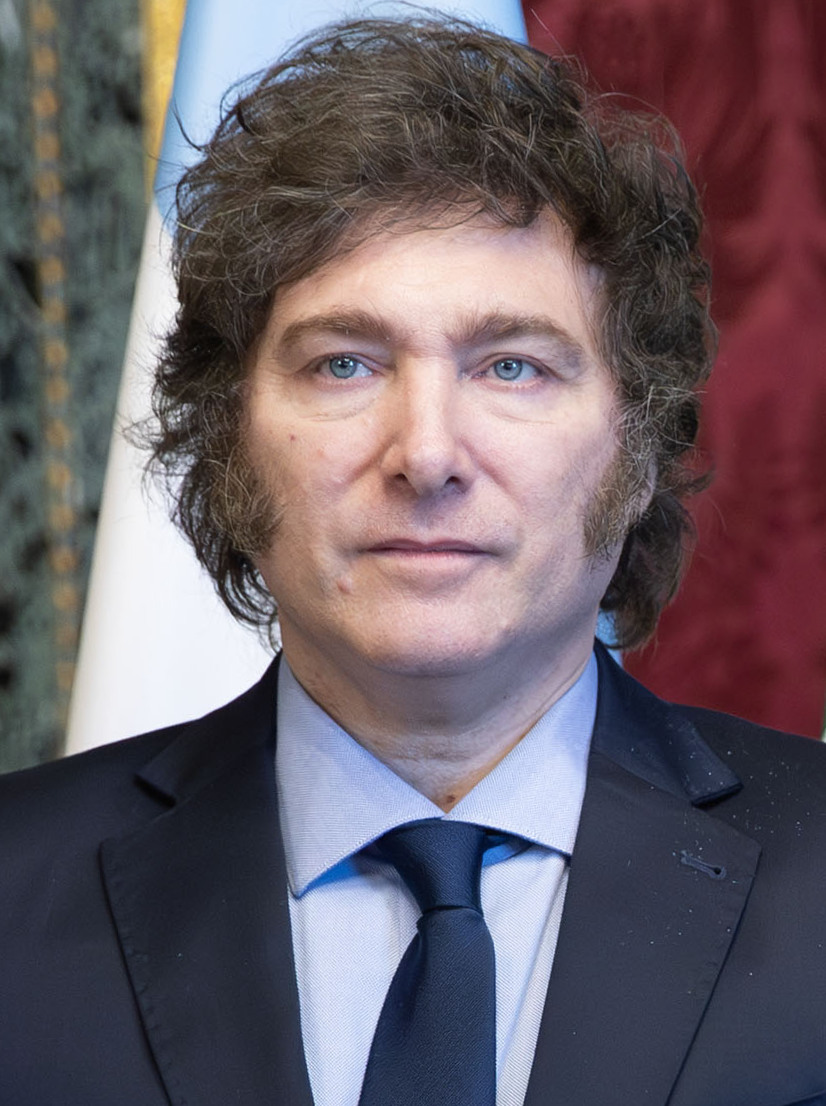
Argentina Javier Milei, presidente
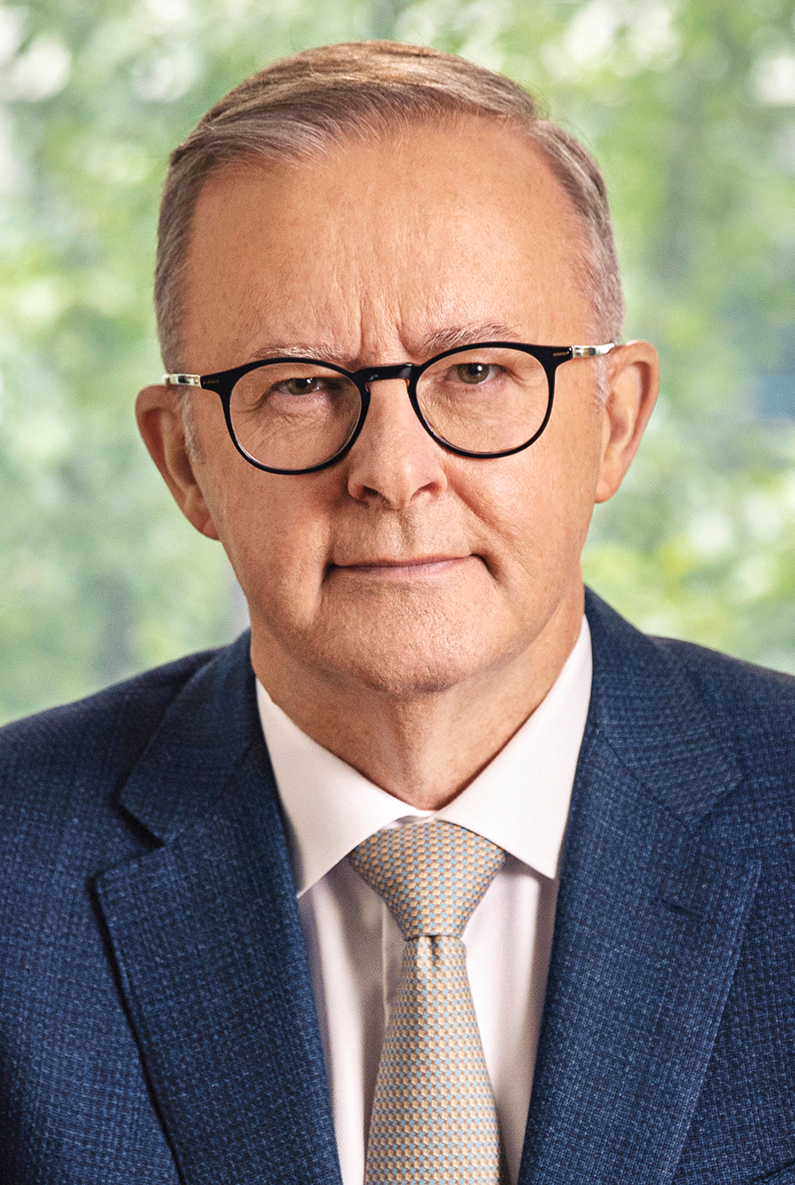
Australia Anthony Albanese, primer ministro
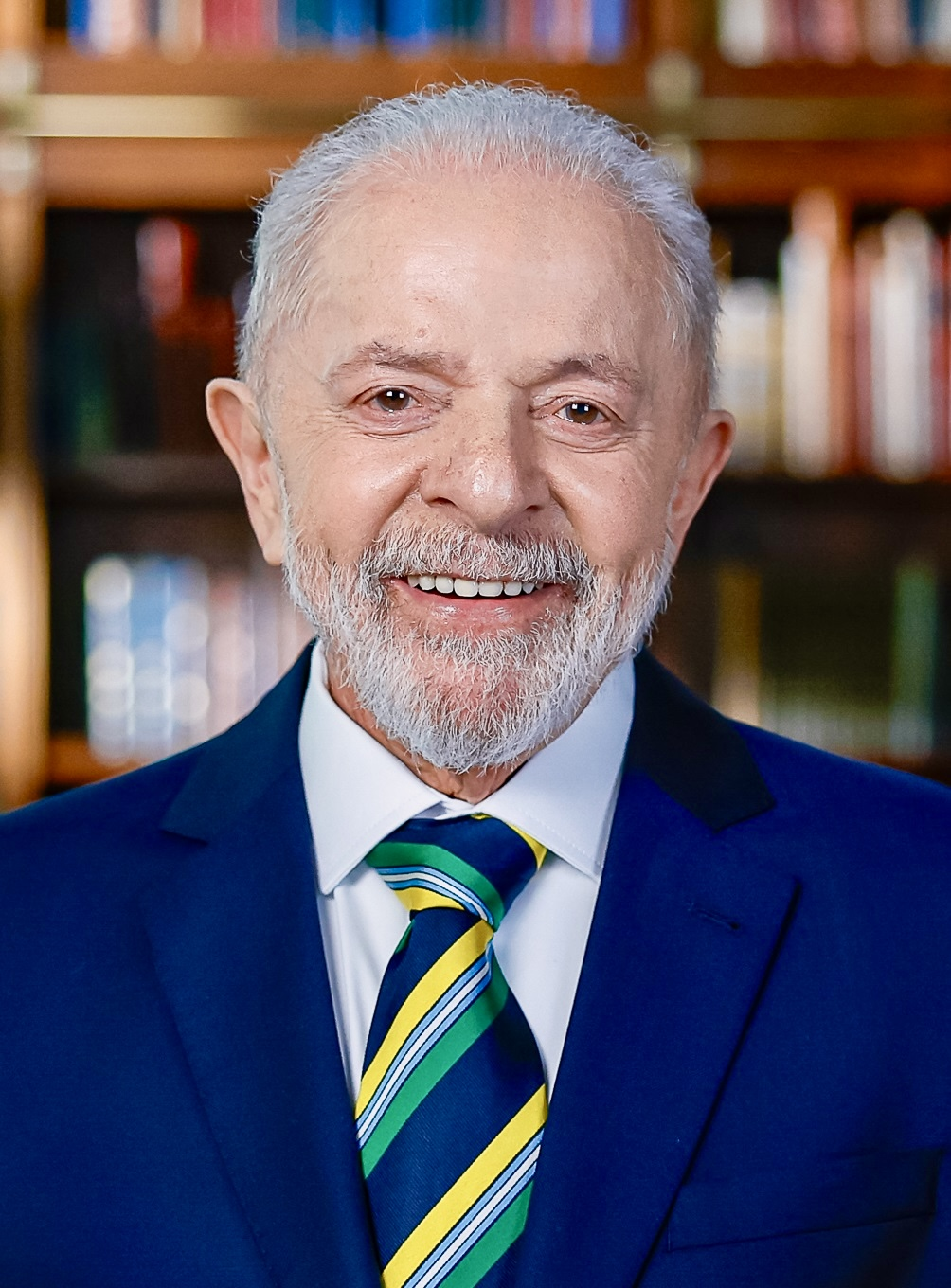
Brasil Luiz Inácio Lula da Silva, presidente (Anfitrión)
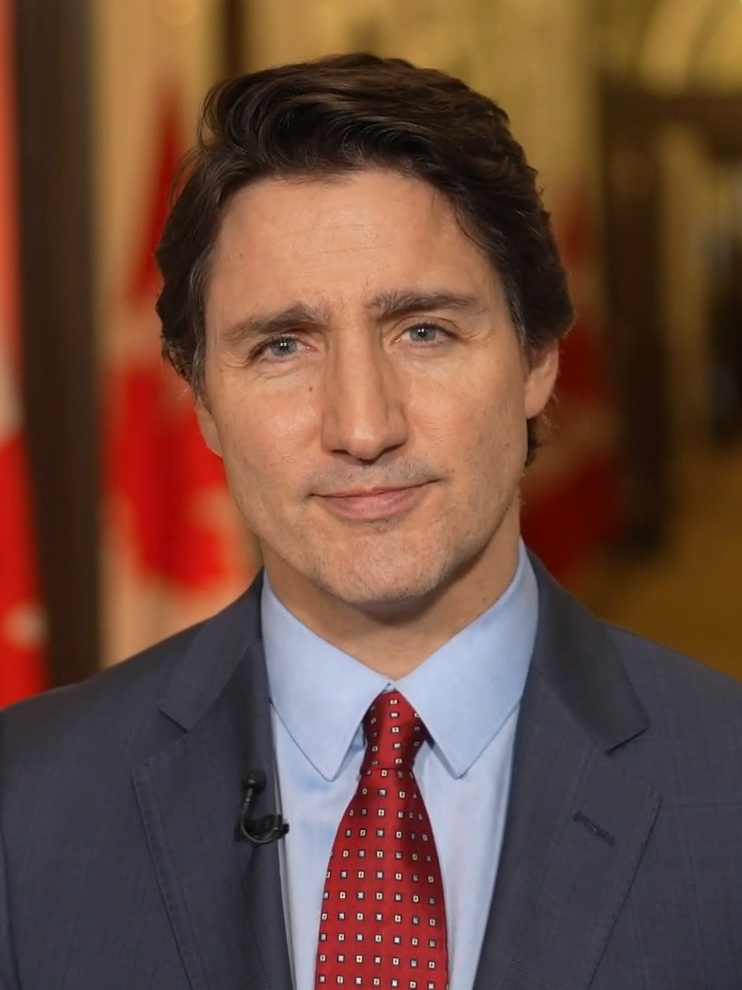
Canadá Justin Trudeau, primer ministro
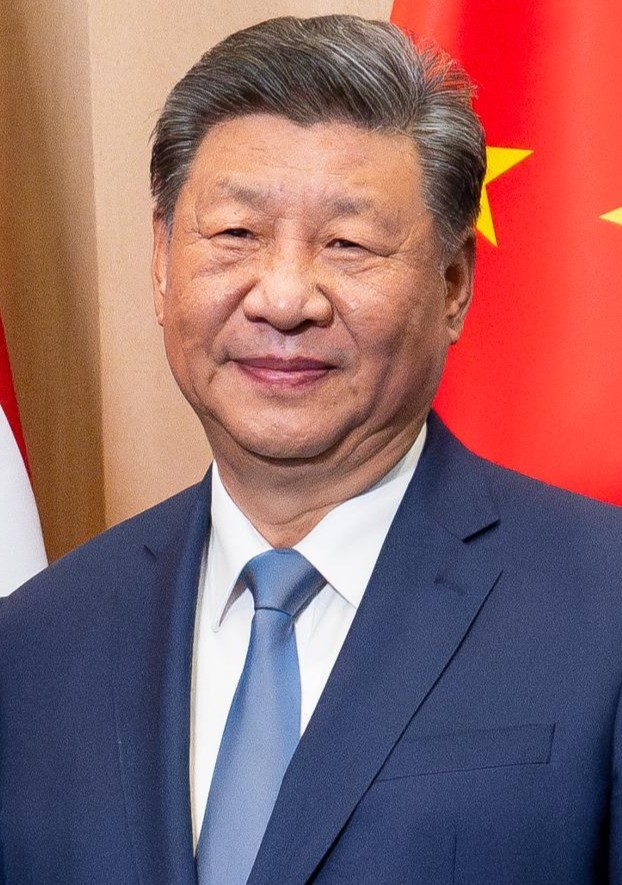
China Xi Jinping, líder supremo
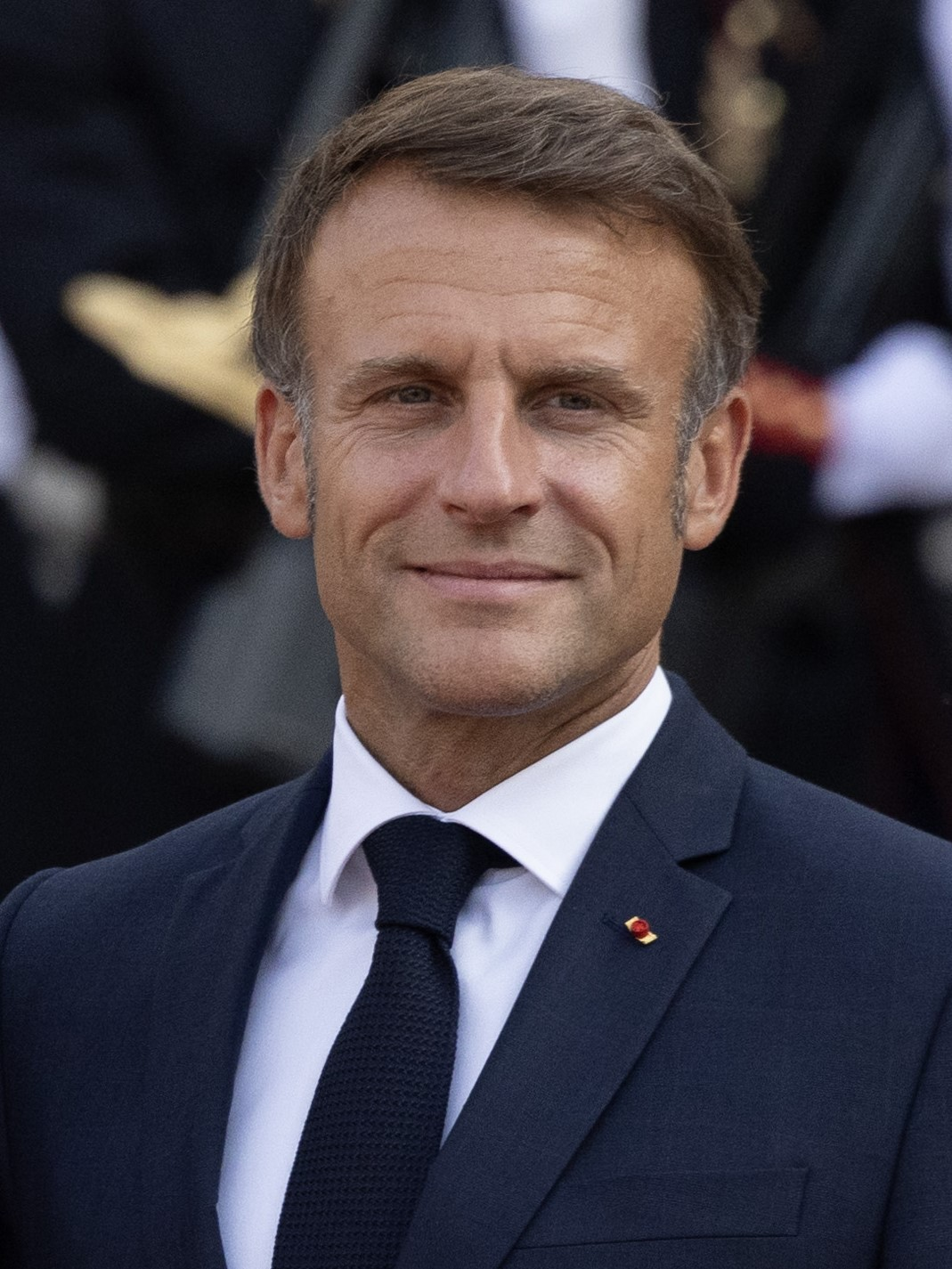
Francia Emmanuel Macron, presidente
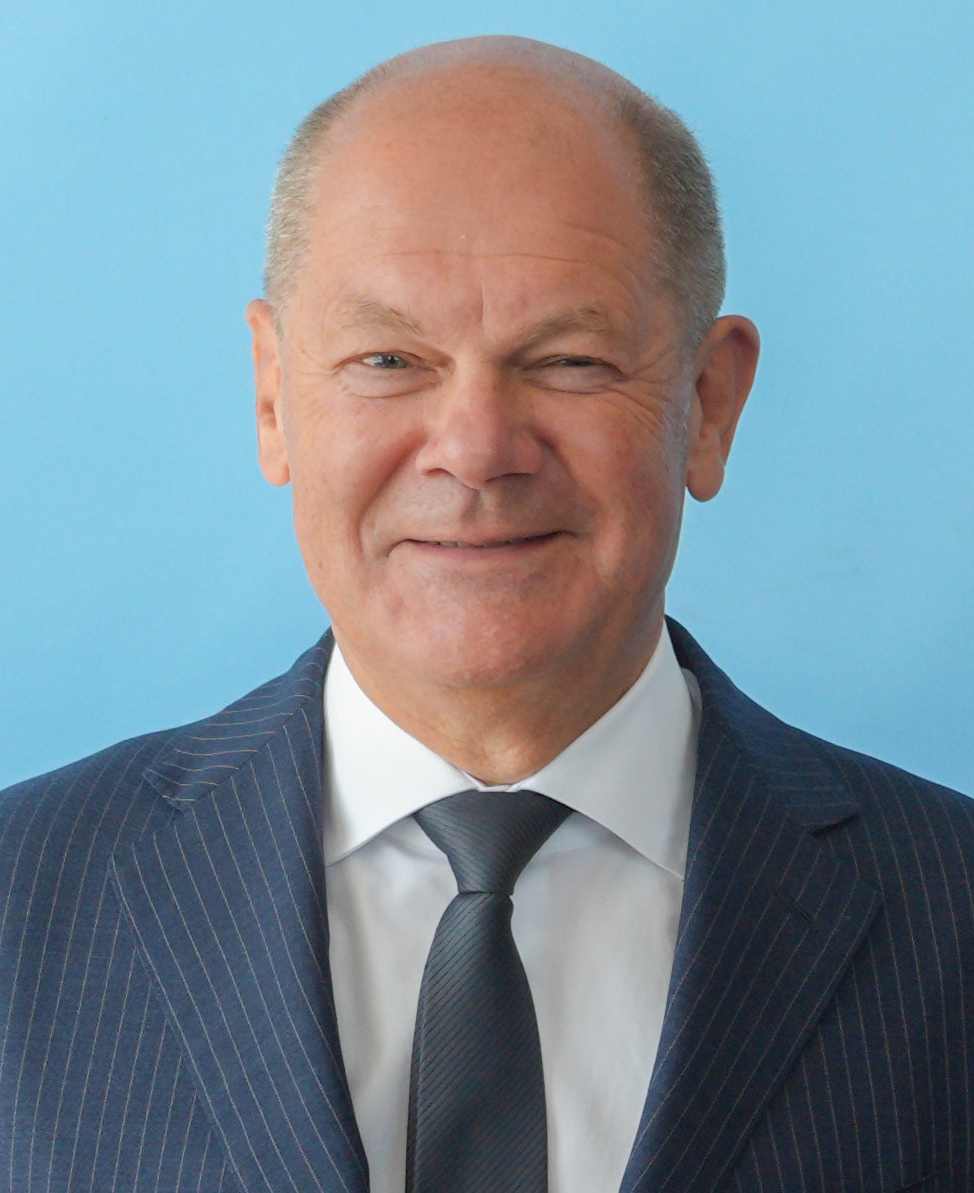
Alemania Olaf Scholz, canciller
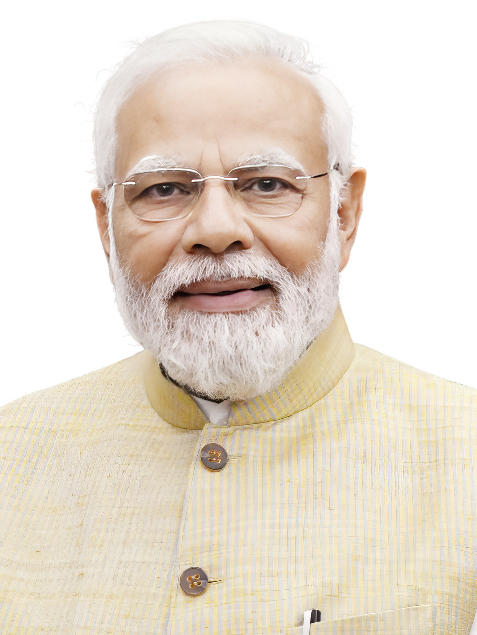
India Narendra Modi, primer ministro
Indonesia Prabowo Subianto, presidente
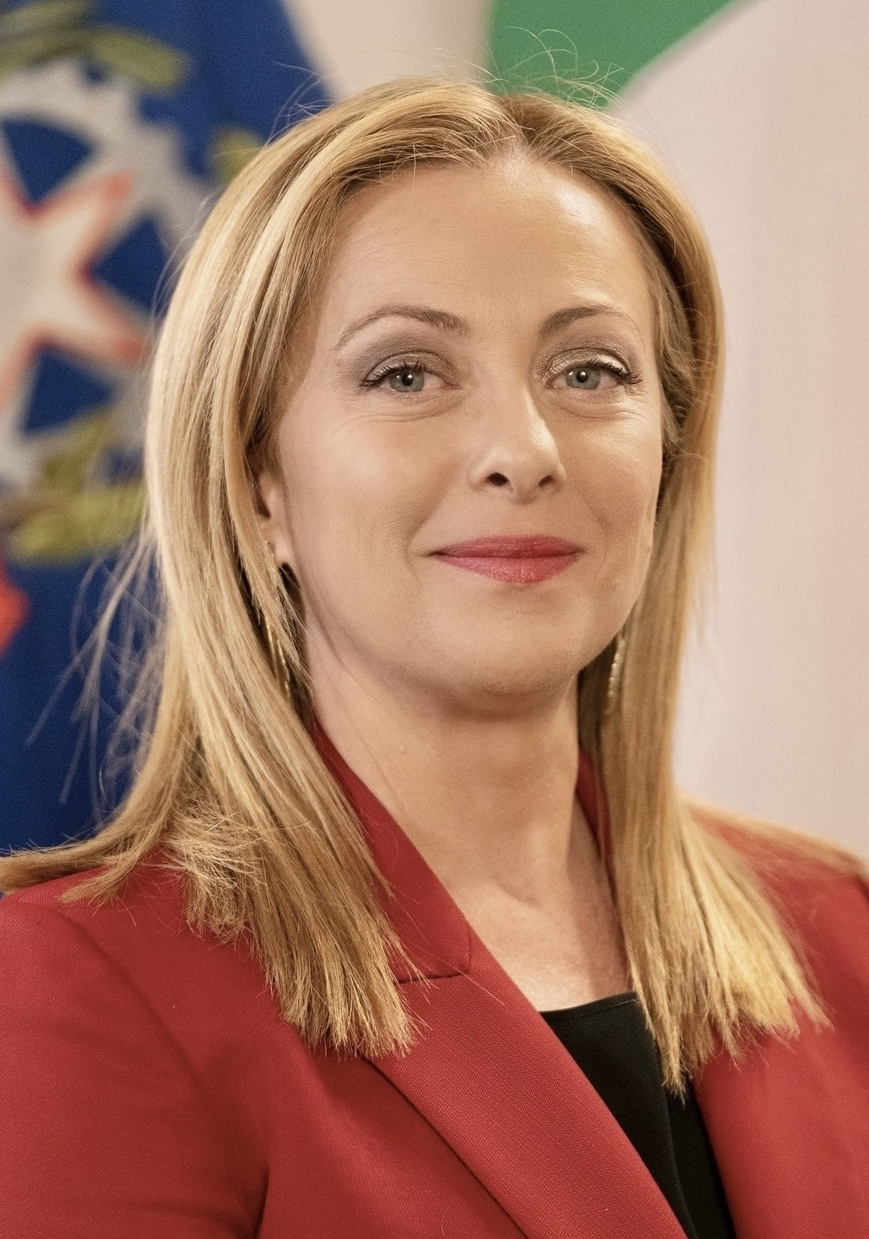
Italia Giorgia Meloni, primer ministra
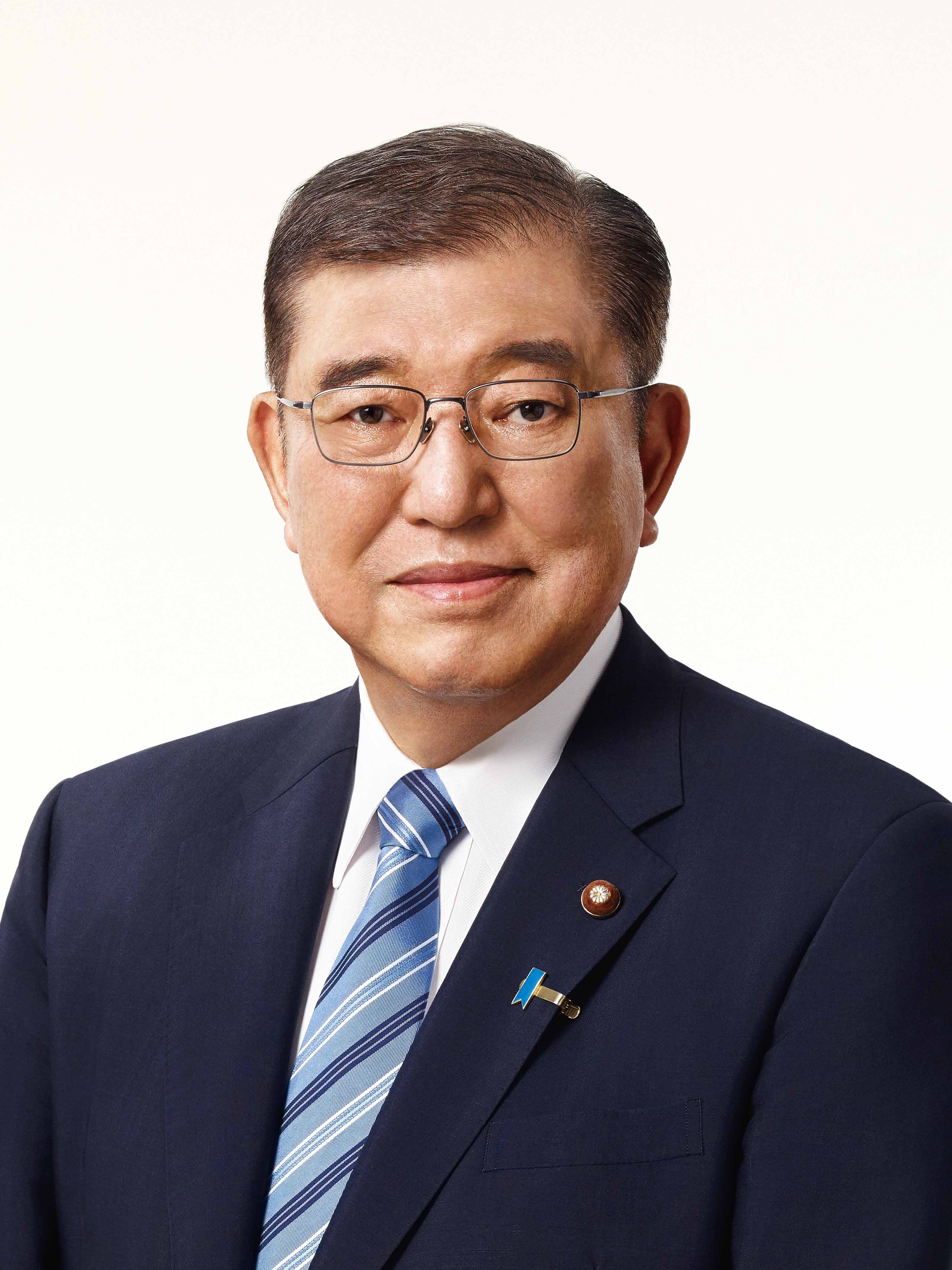
Japón Shigeru Ishiba, primer ministro
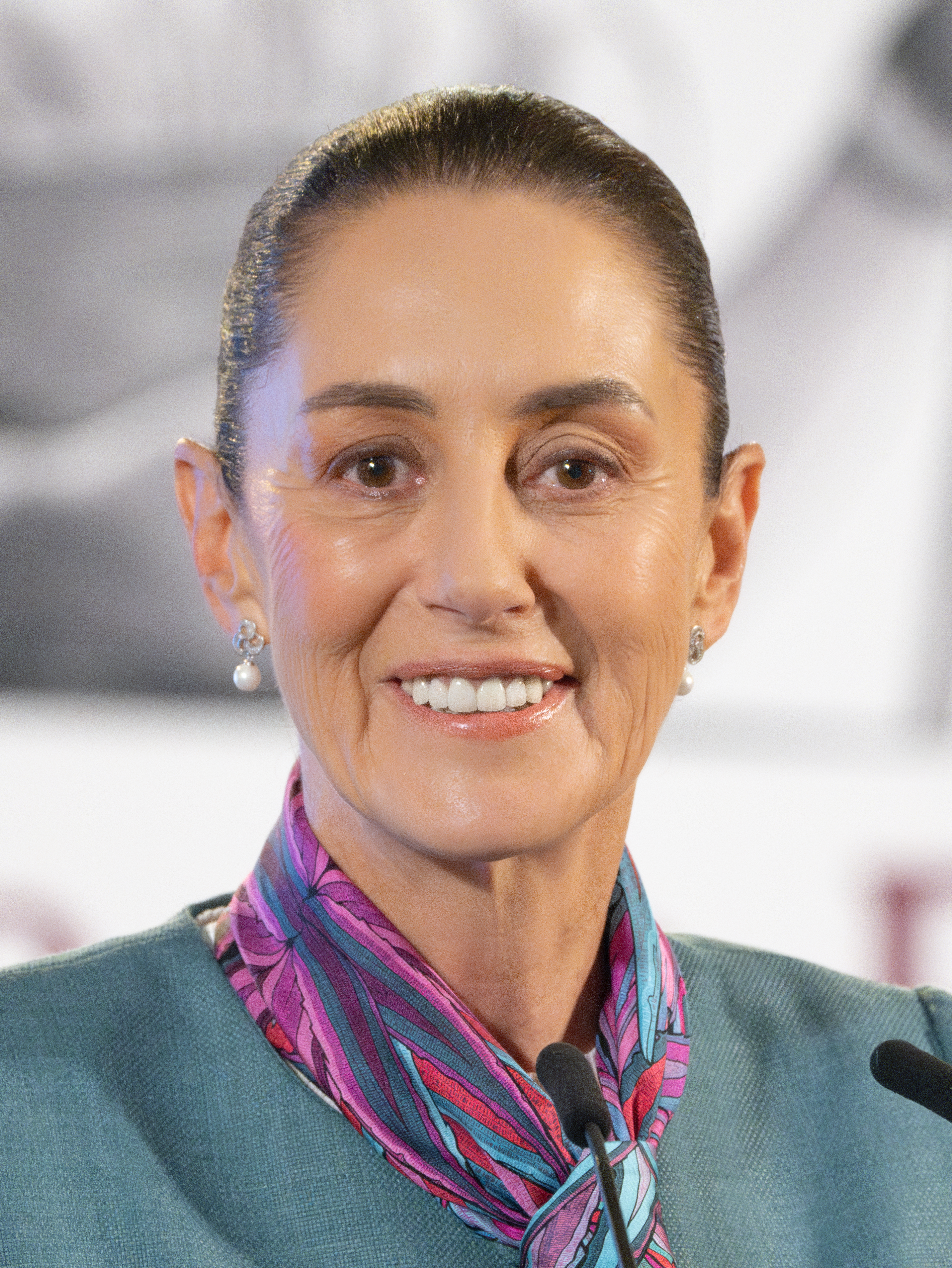
México Claudia Sheinbaum, presidenta
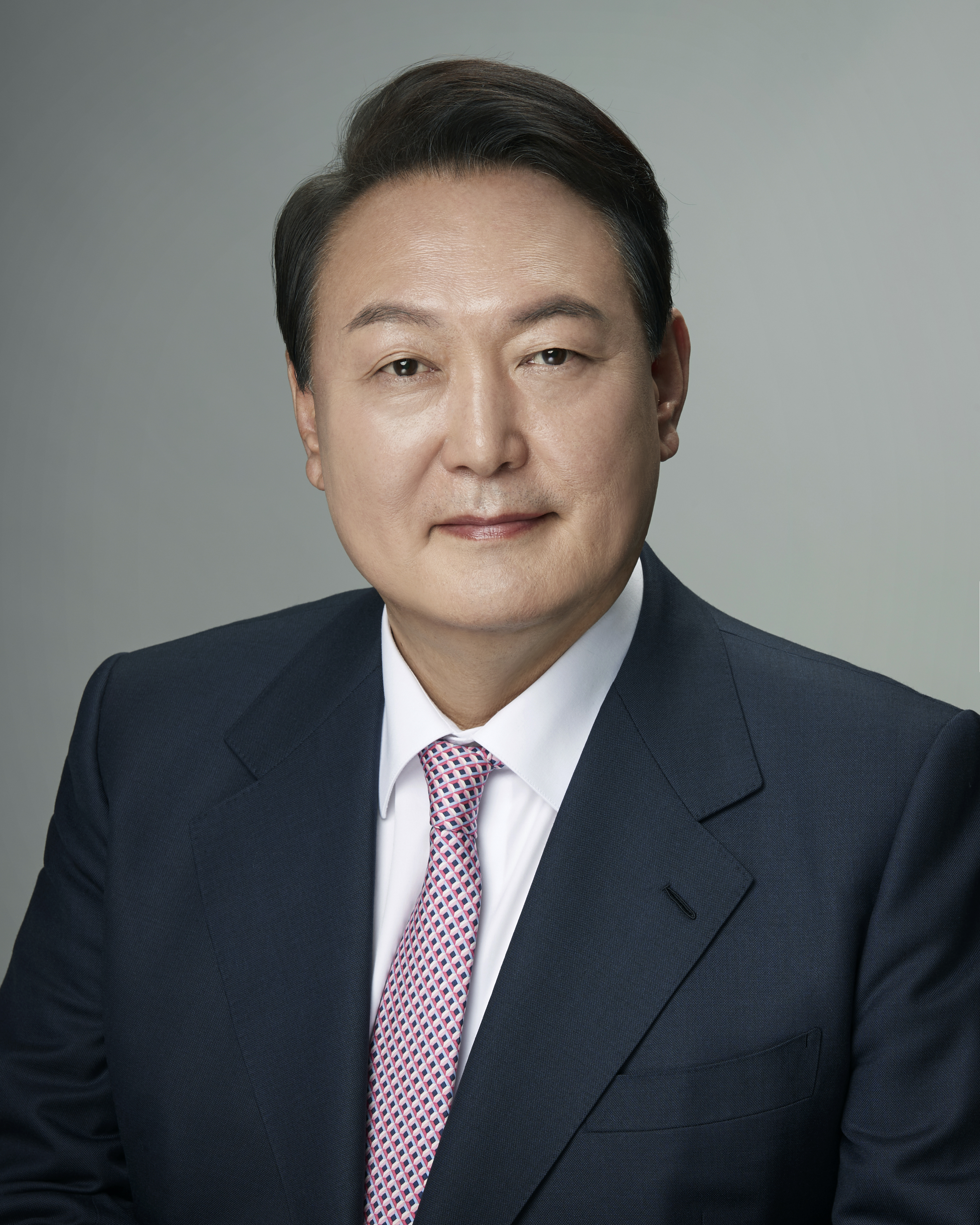
Corea del Sur Yoon Suk-yeol, presidente
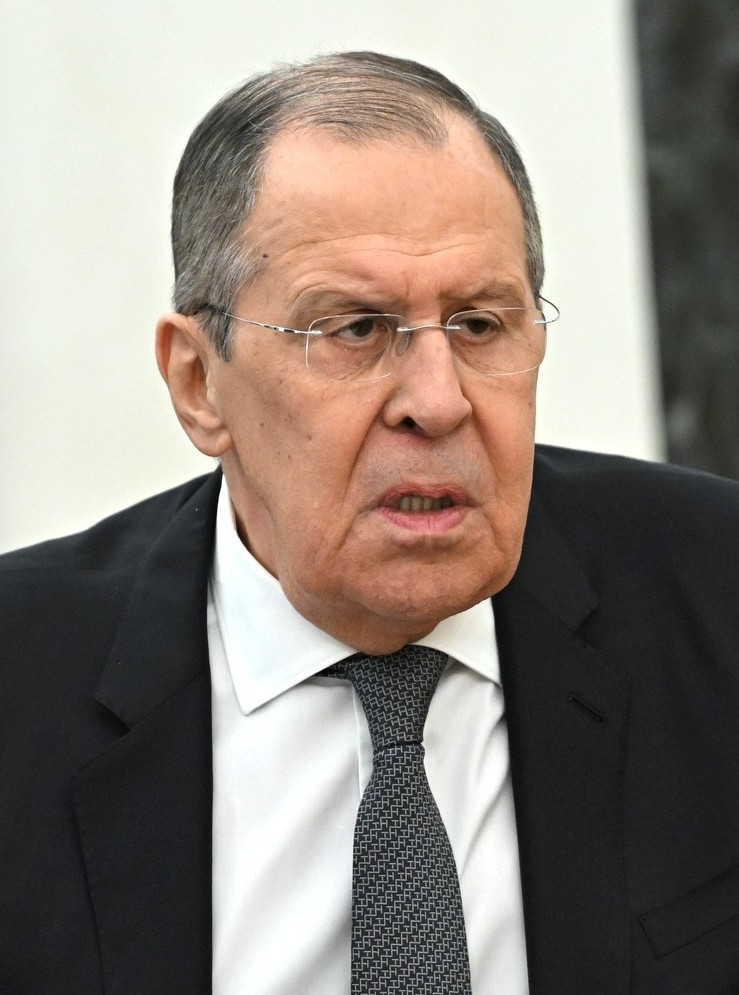
Rusia Sergey Lavrov, ministro de Asuntos Exteriores
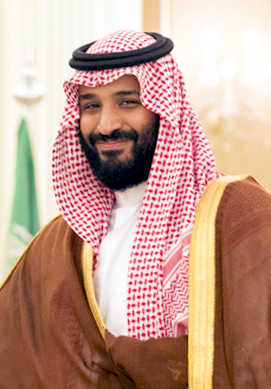
Arabia Saudita Mohammed bin Salman, príncipe heredero y primer ministro
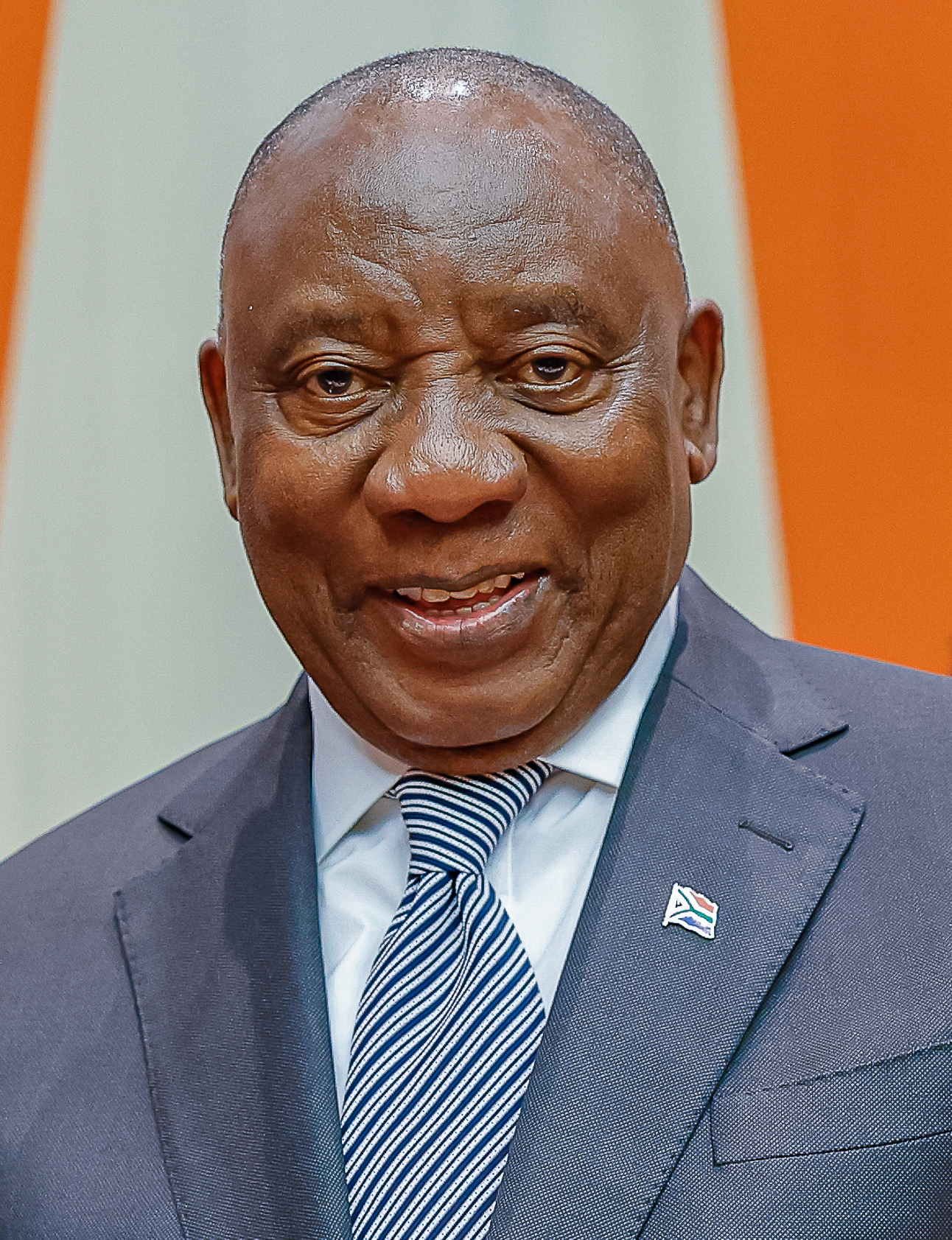
Sudáfrica Cyril Ramaphosa, presidente
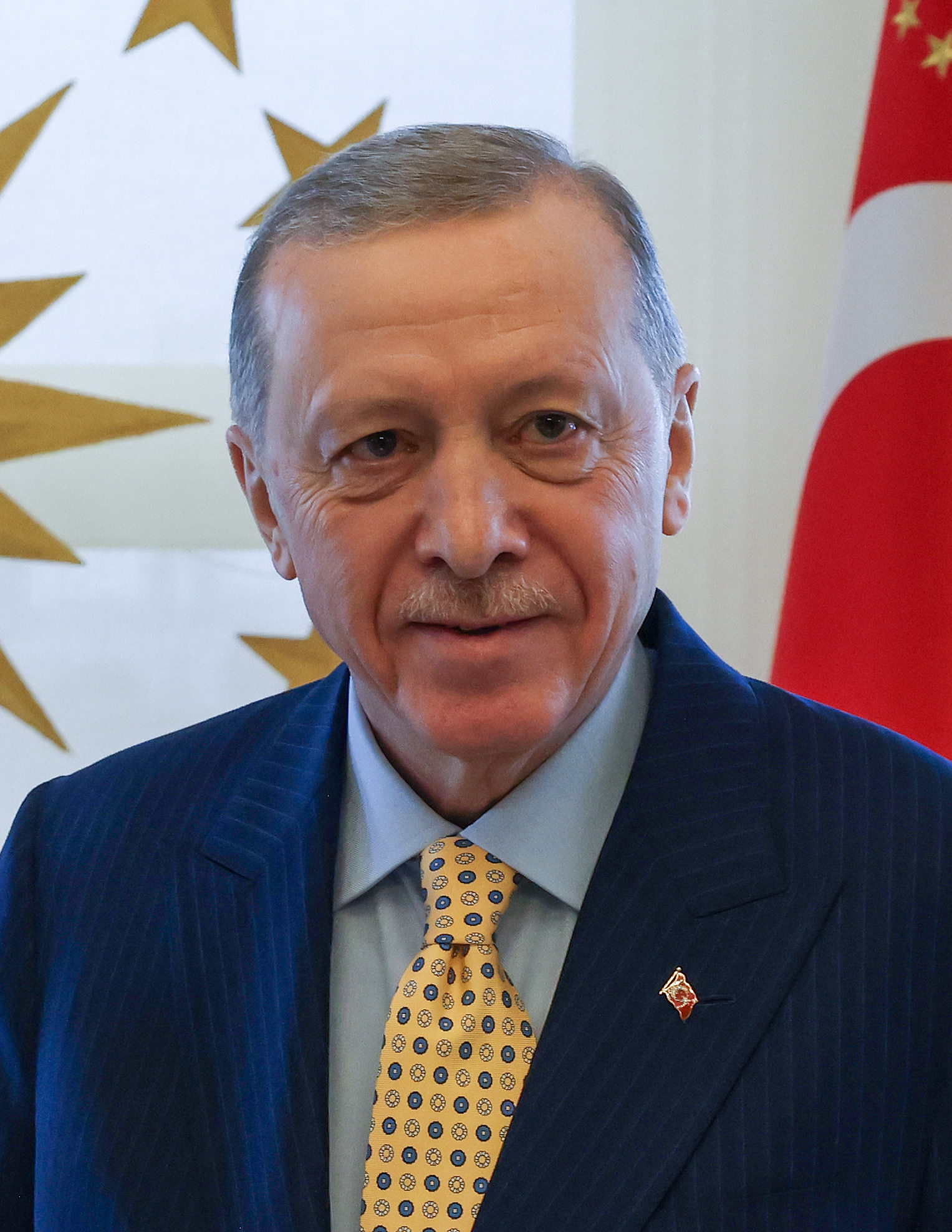
Turquía Recep Tayyip Erdogan, presidente
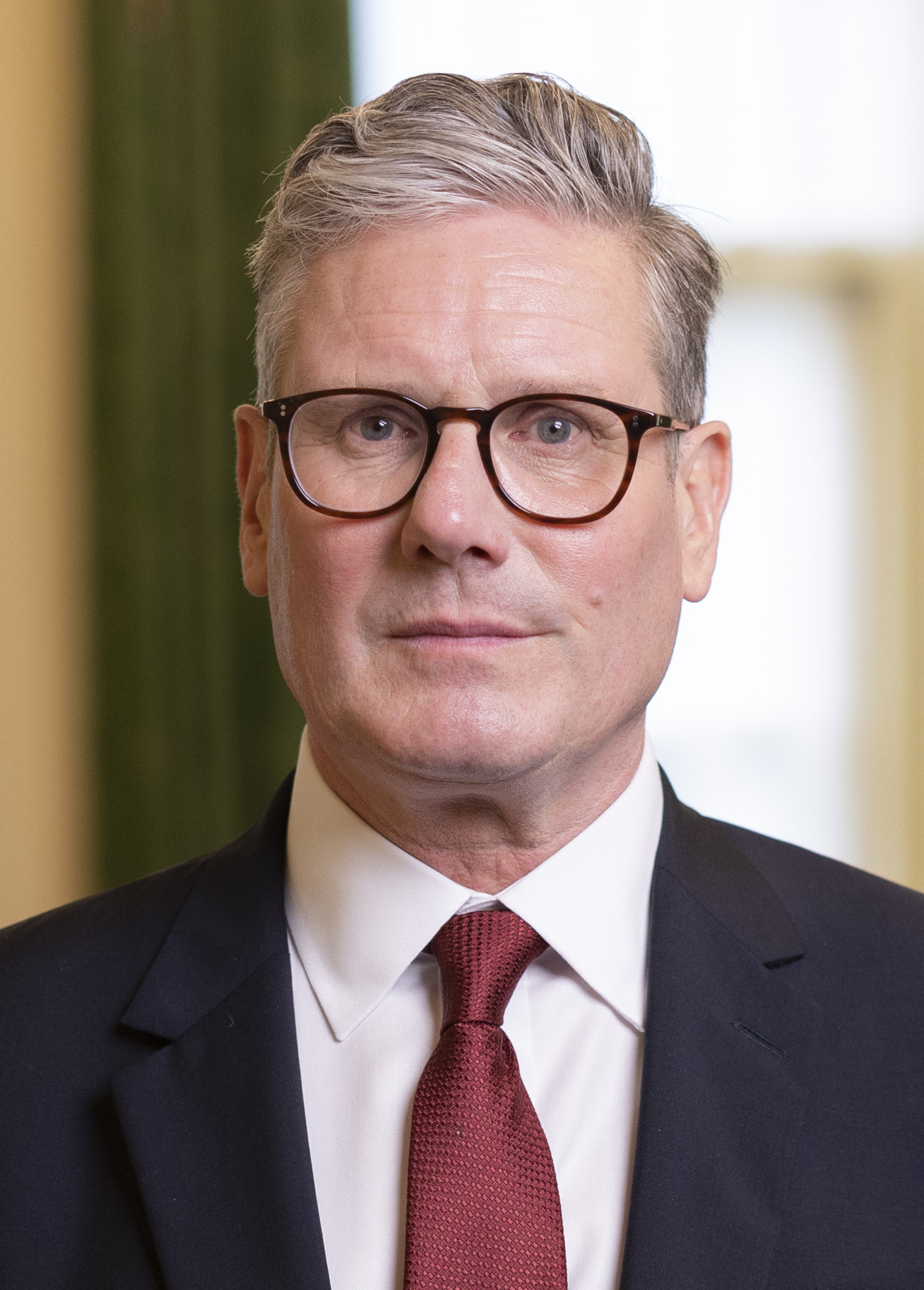
Reino Unido Keir Starmer, primer ministro
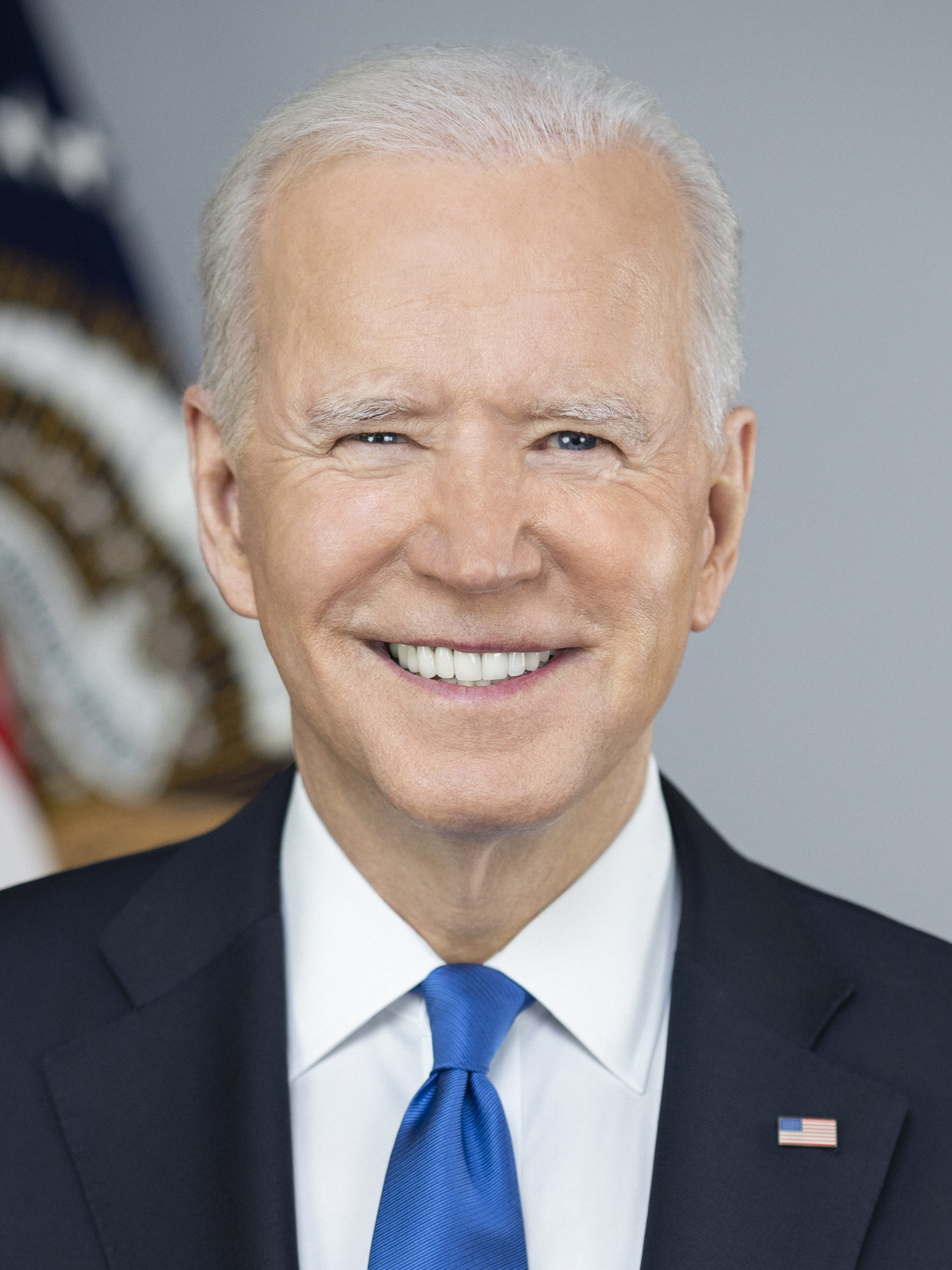
Estados Unidos Joe Biden, presidente
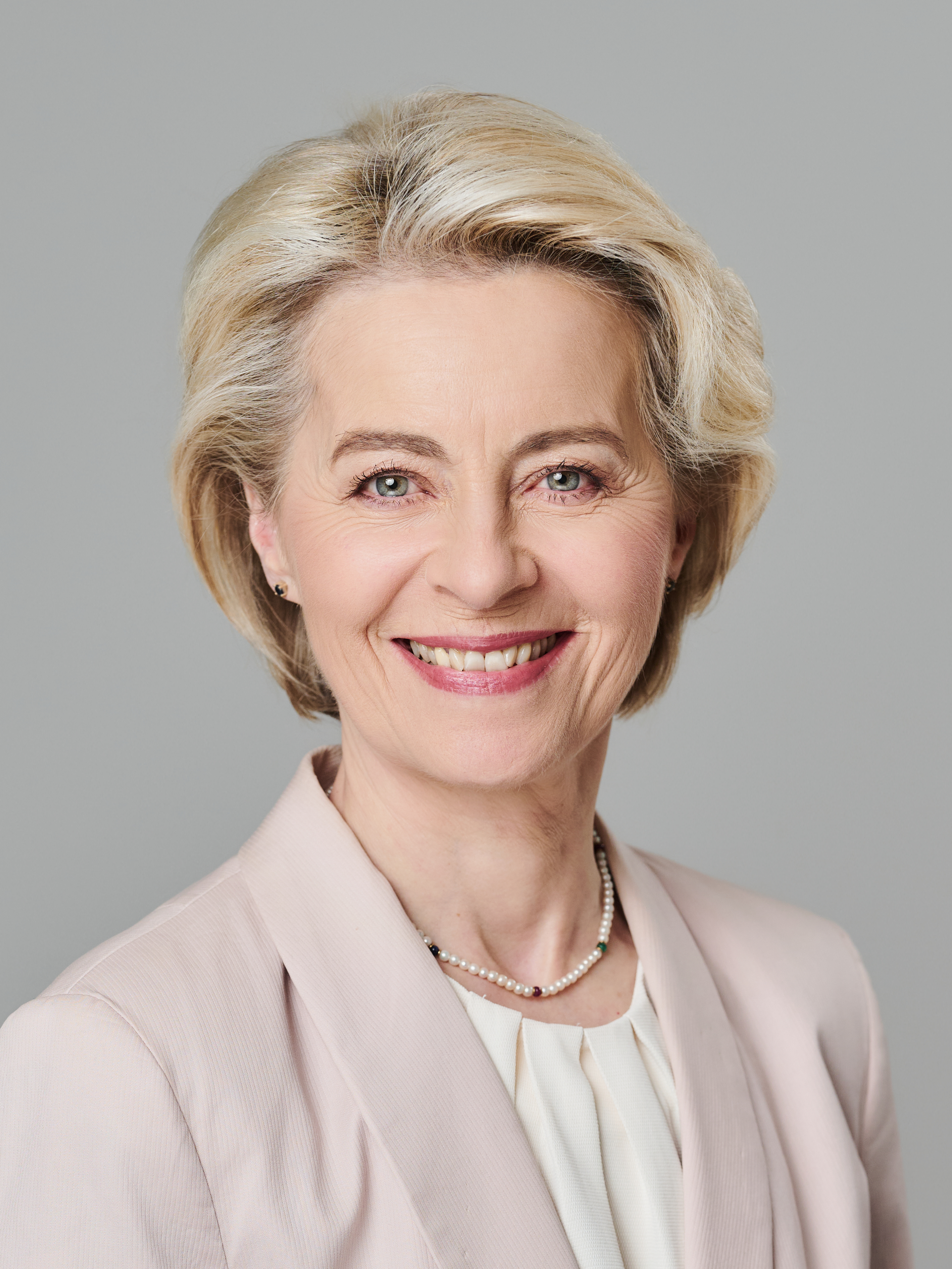
Unión Europea Ursula von der Leyen, presidenta de la Comisión Europea
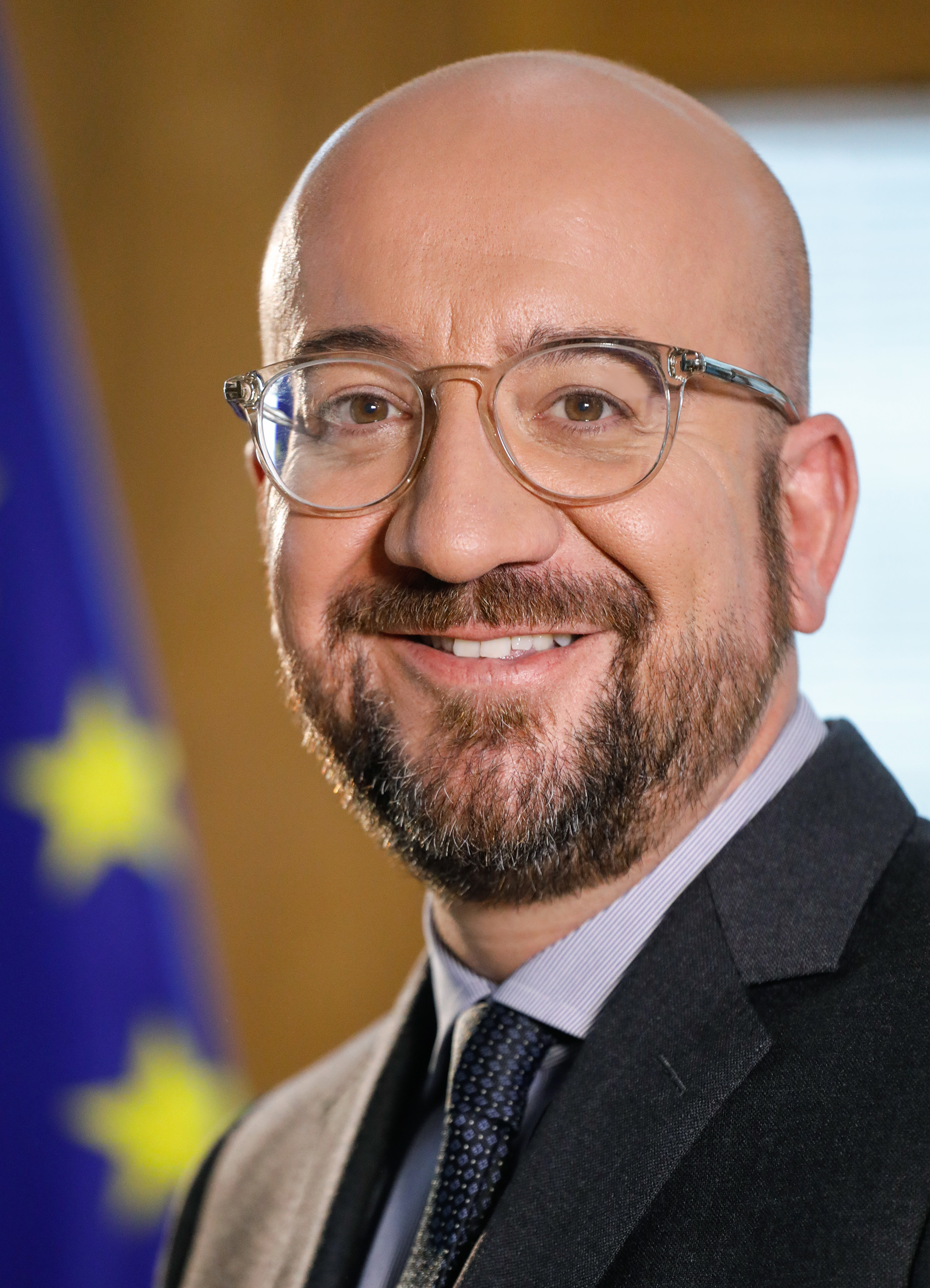
Unión Europea Charles Michel, presidente del Consejo Europeo
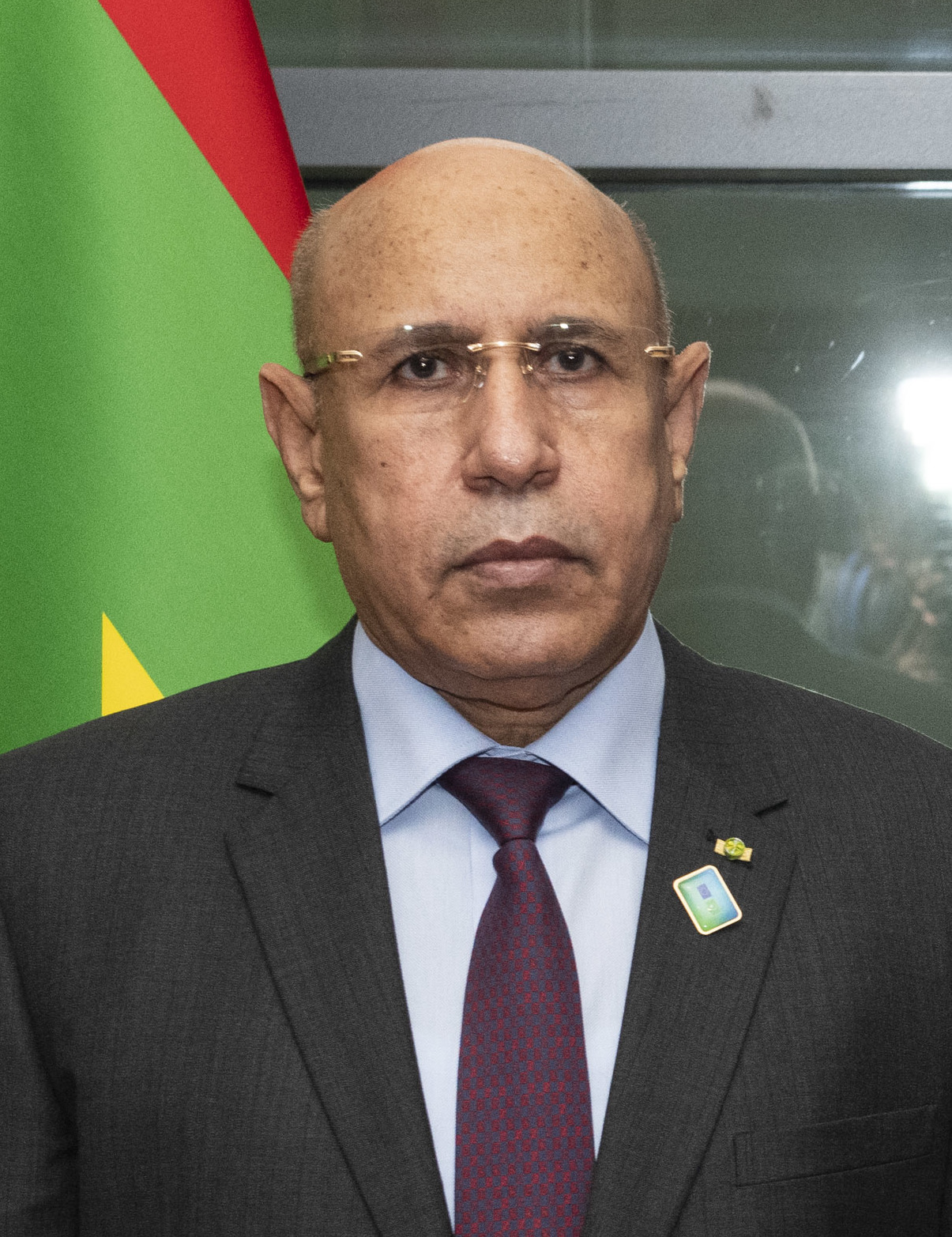
Mauritania Mohamed Ould Ghazouani, presidente de la Unión Africana y presidente de Mauritania

## Líderes invitados

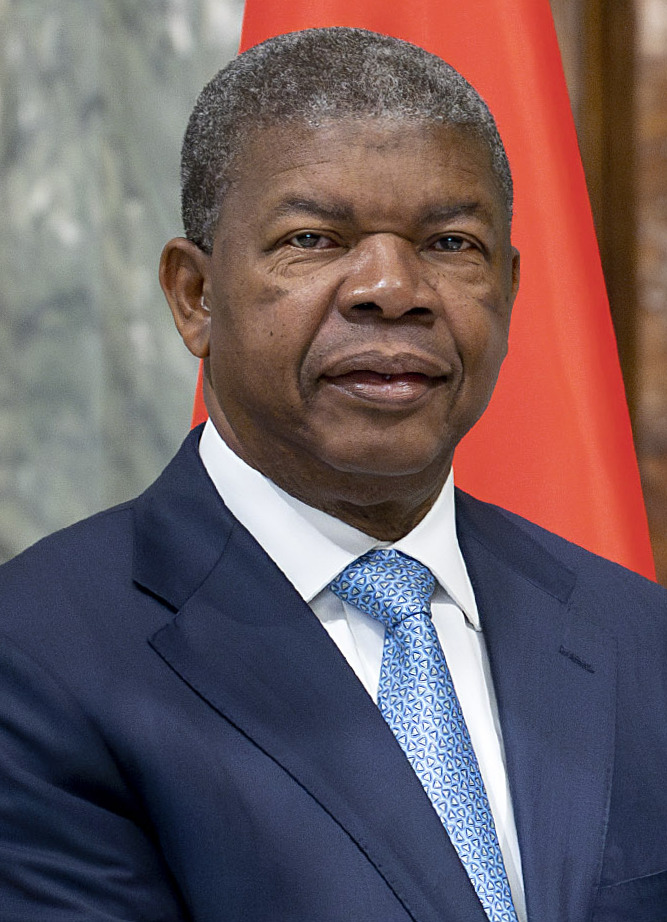
Angola João Lourenço, presidente
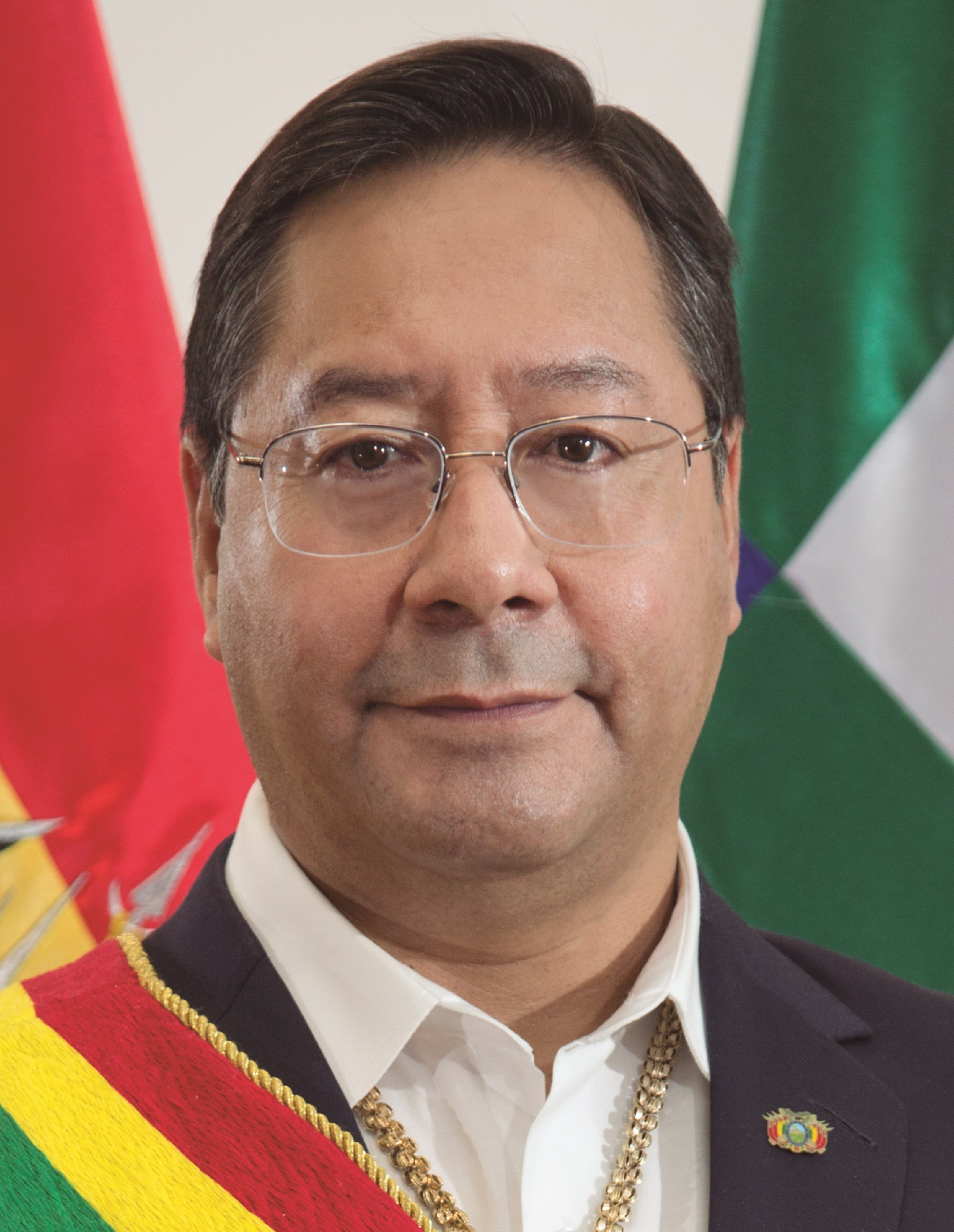
Bolivia Luis Arce, presidente
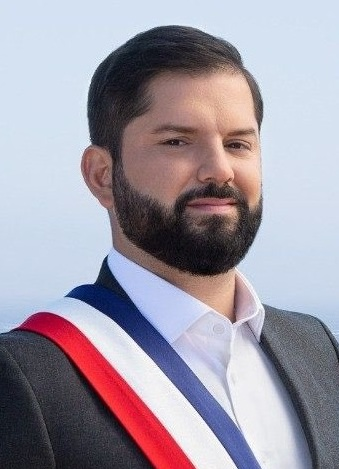
Chile Gabriel Boric, presidente
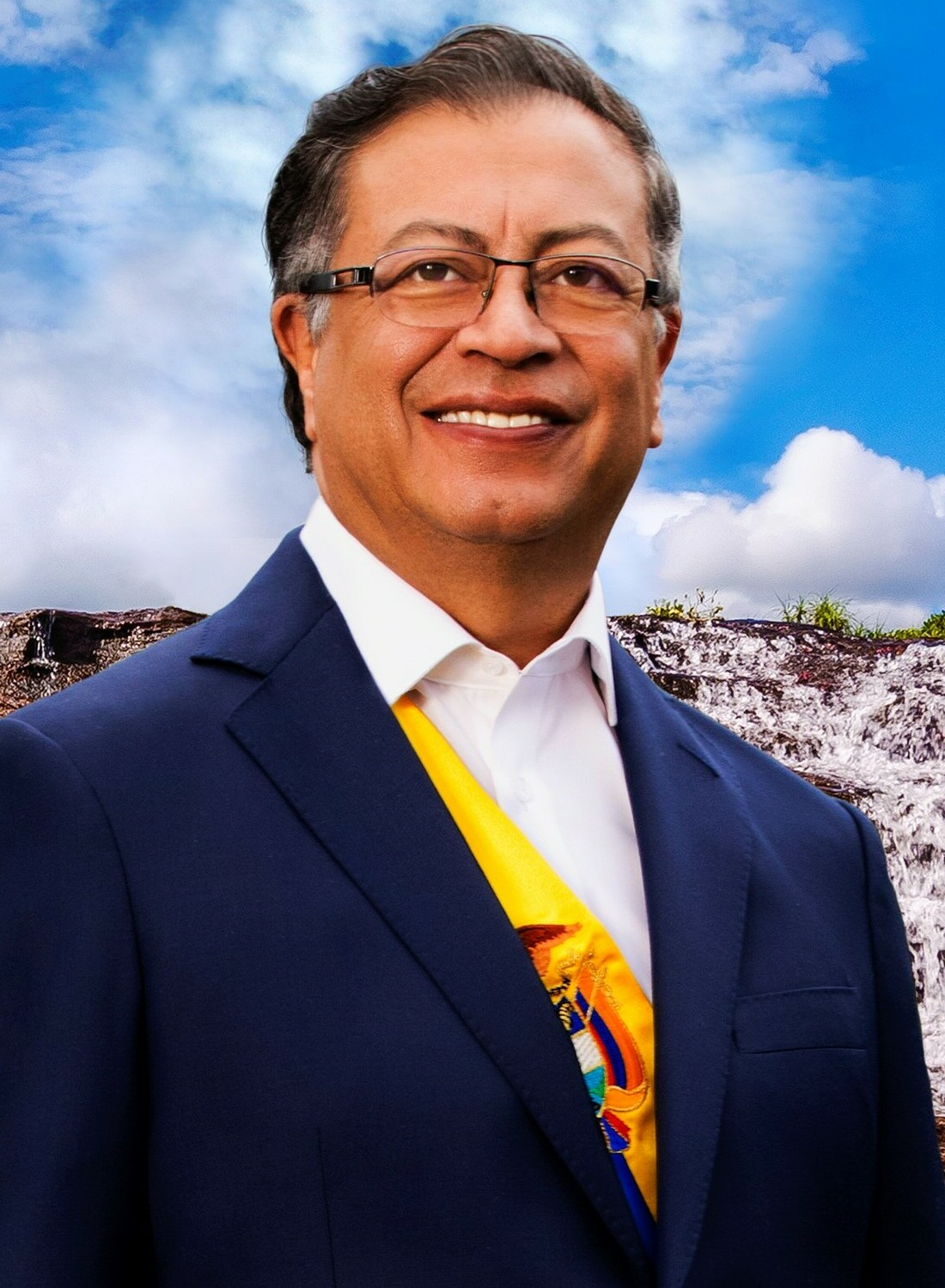
Colombia Gustavo Petro, presidente
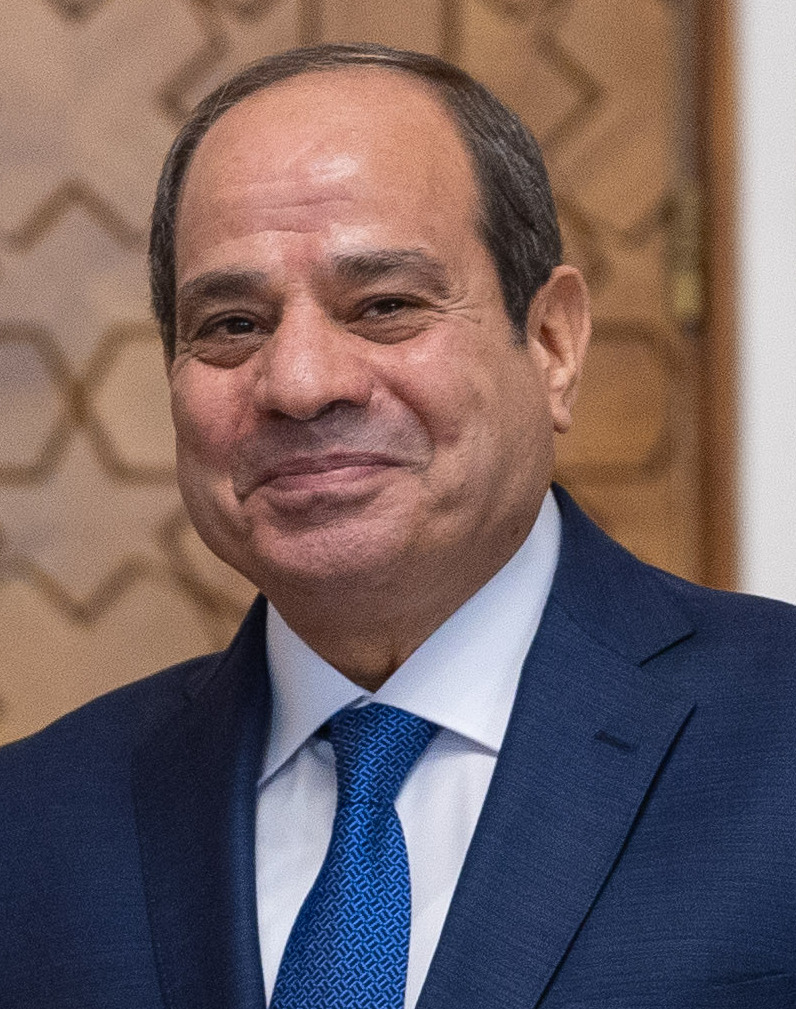
Egipto Abdel Fattah el-Sisi, presidente
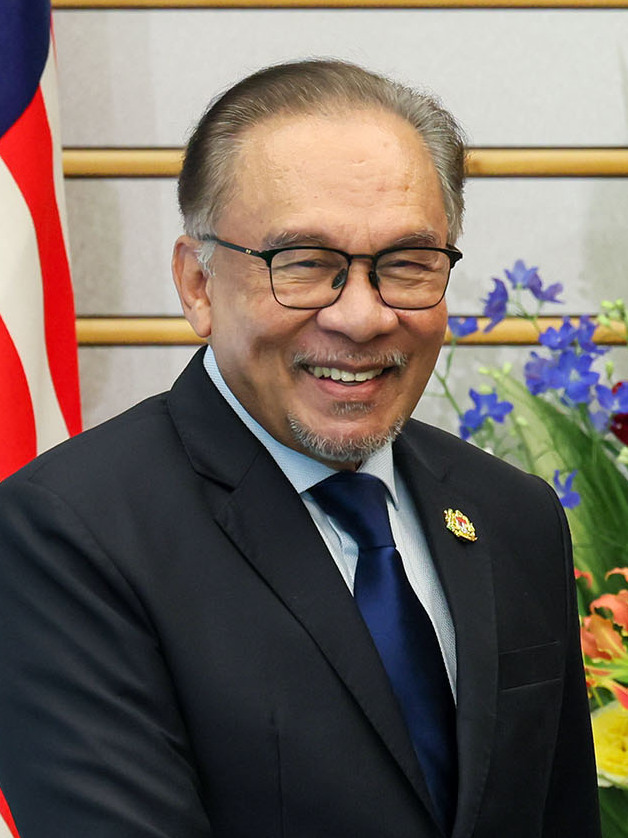
Malasia Anwar Ibrahim, primer ministro
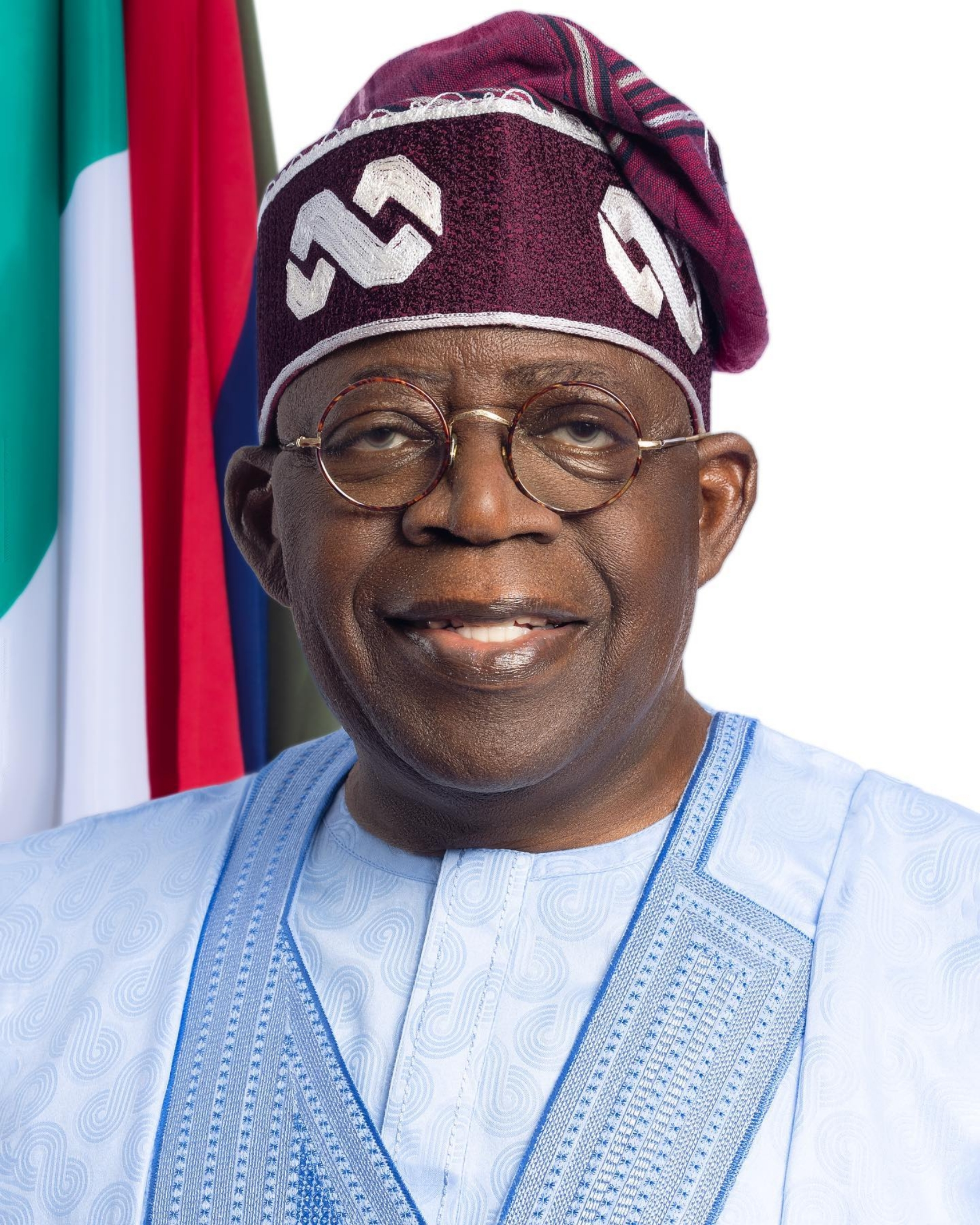
Nigeria Bola Tinubu, presidente
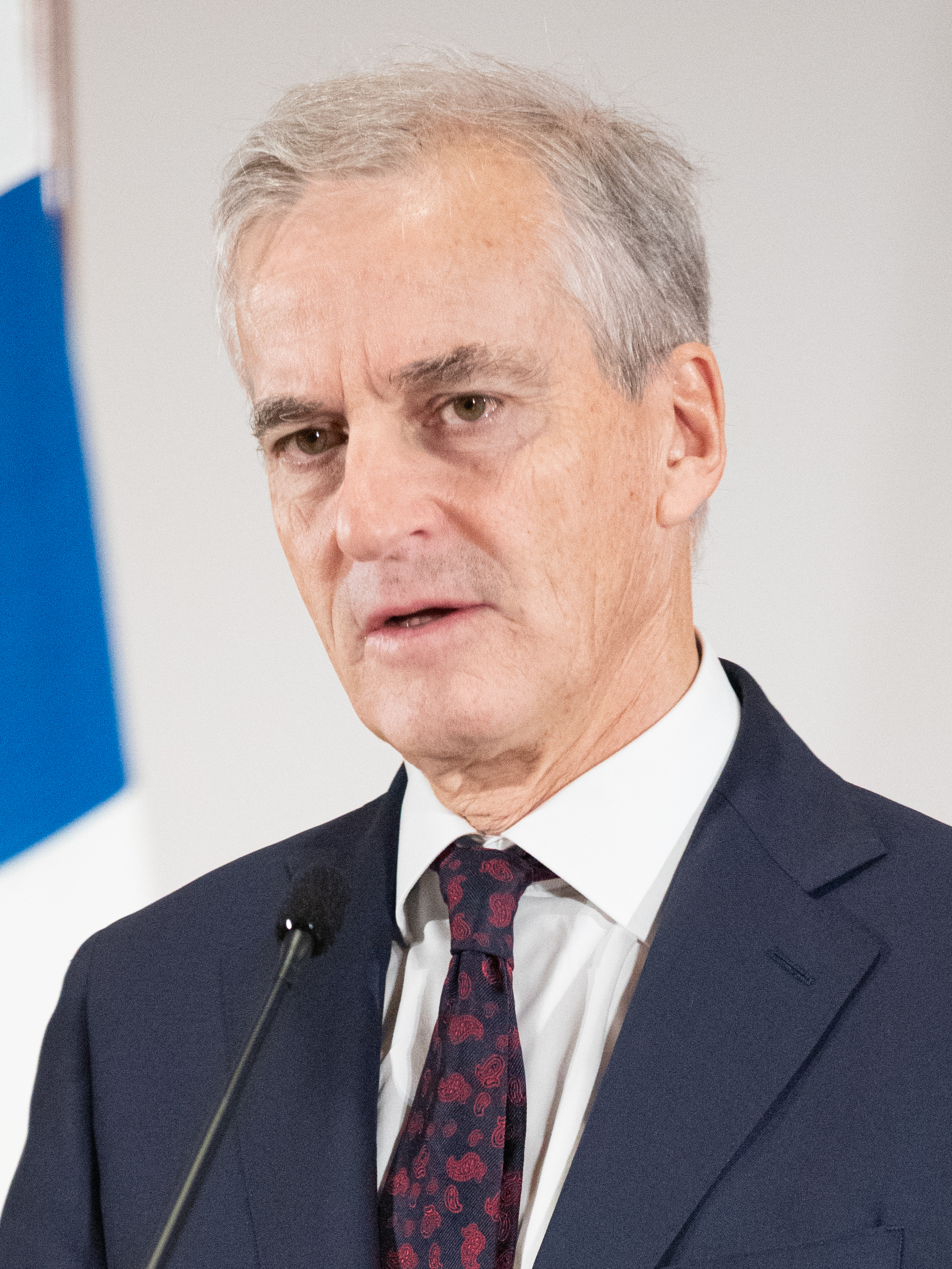
Noruega Jonas Gahr Støre, primer ministro
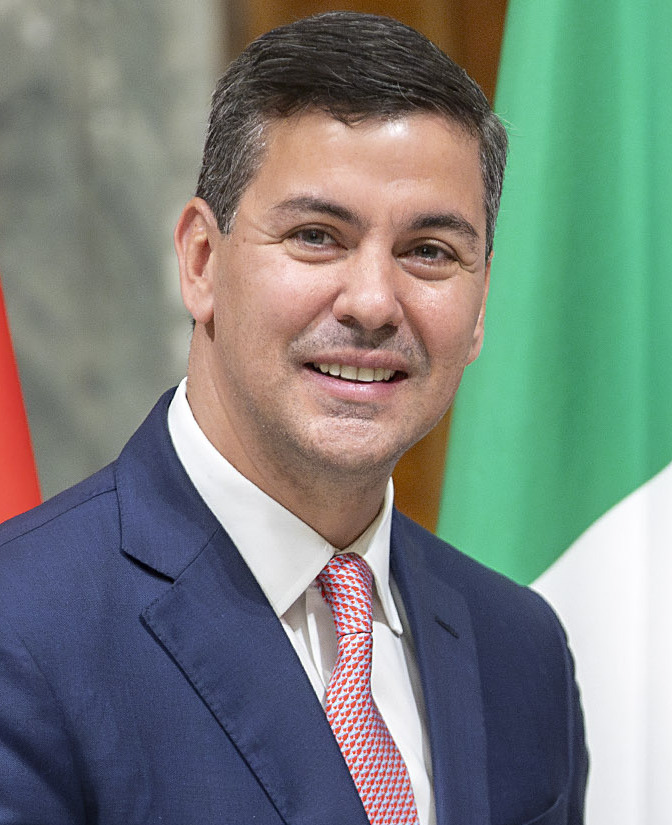
Paraguay Santiago Peña, presidente
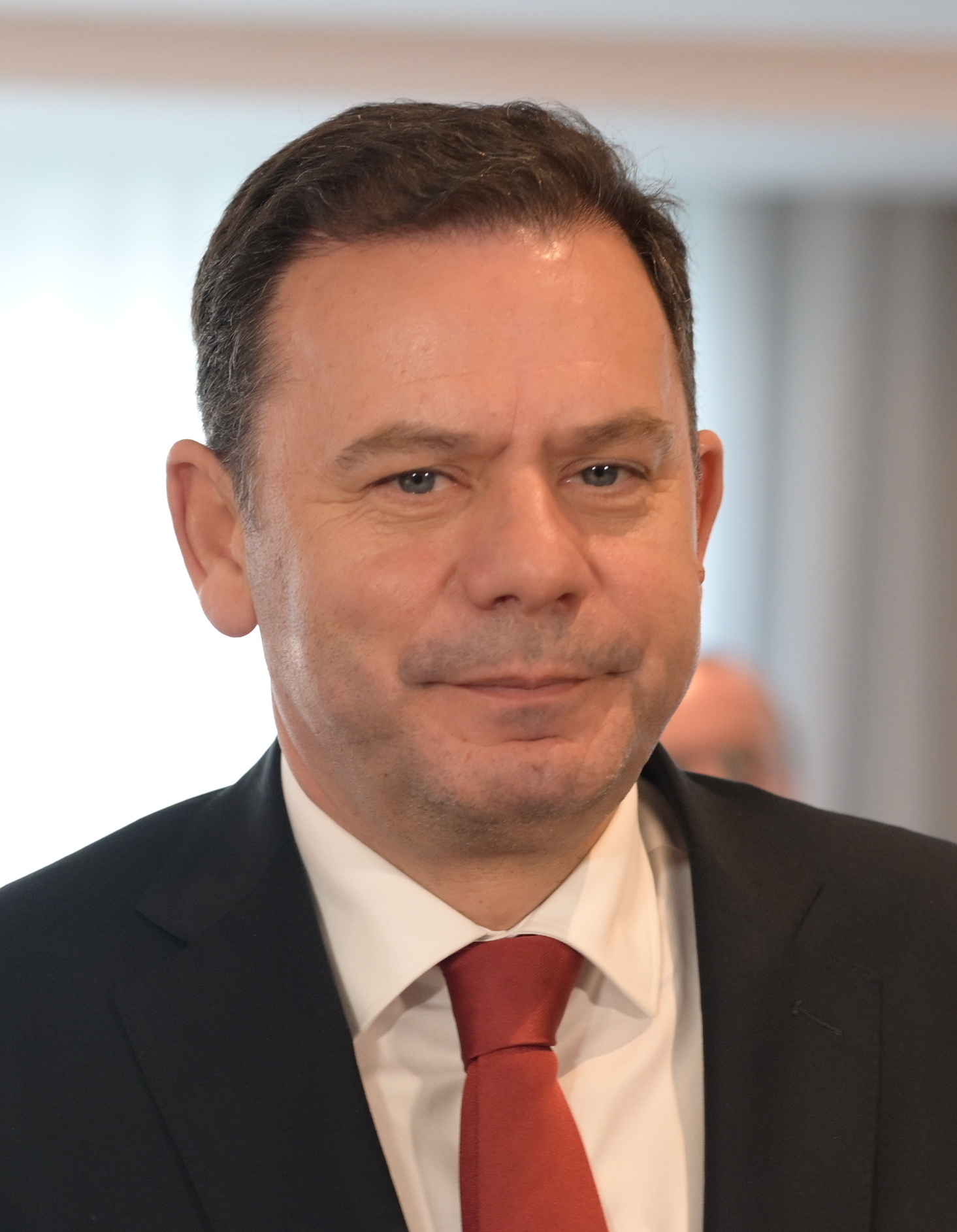
Portugal Luís Montenegro, primer ministro
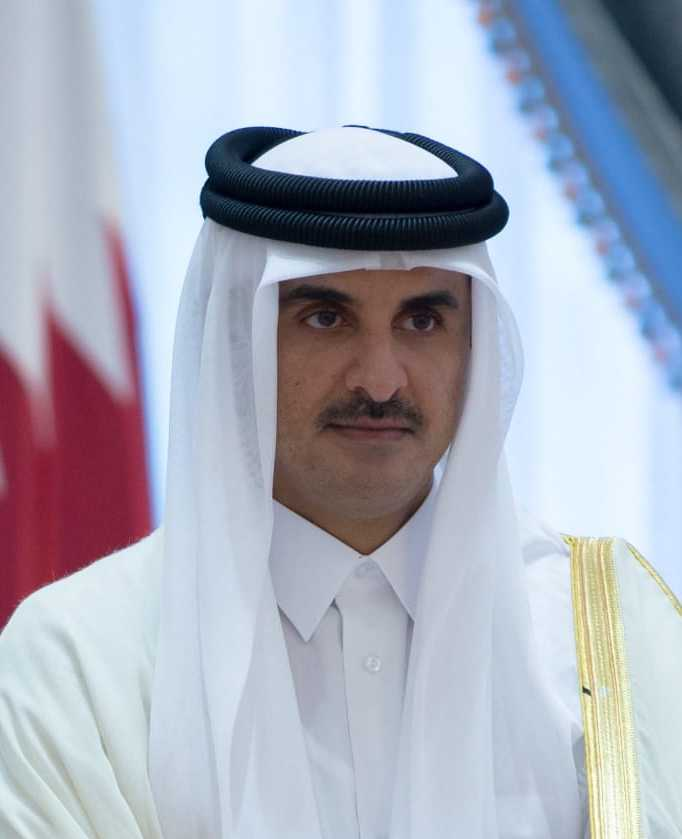
Catar Tamim bin Hamad Al Thani, emir
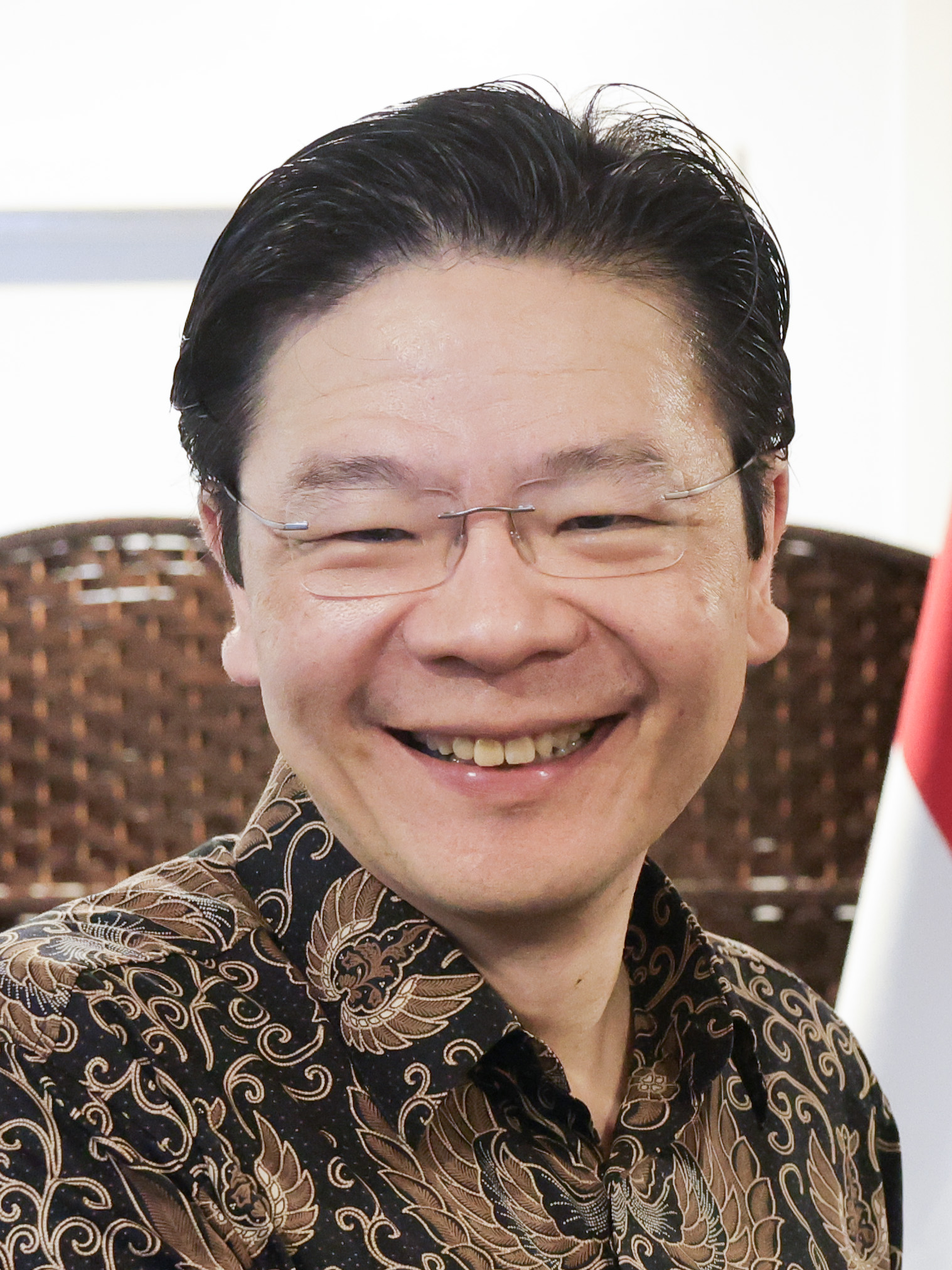
Singapur Lawrence Wong, primer ministro
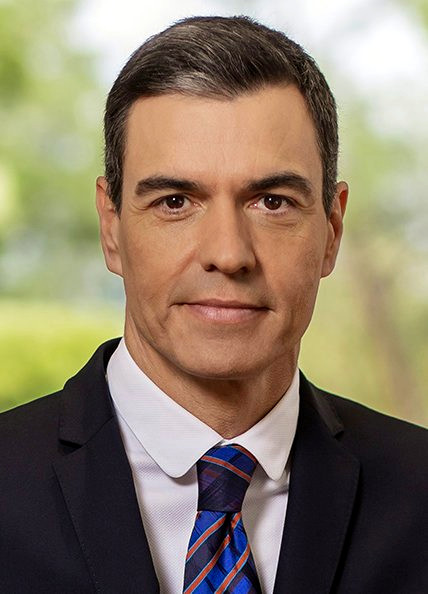
España Pedro Sánchez, presidente del Gobierno
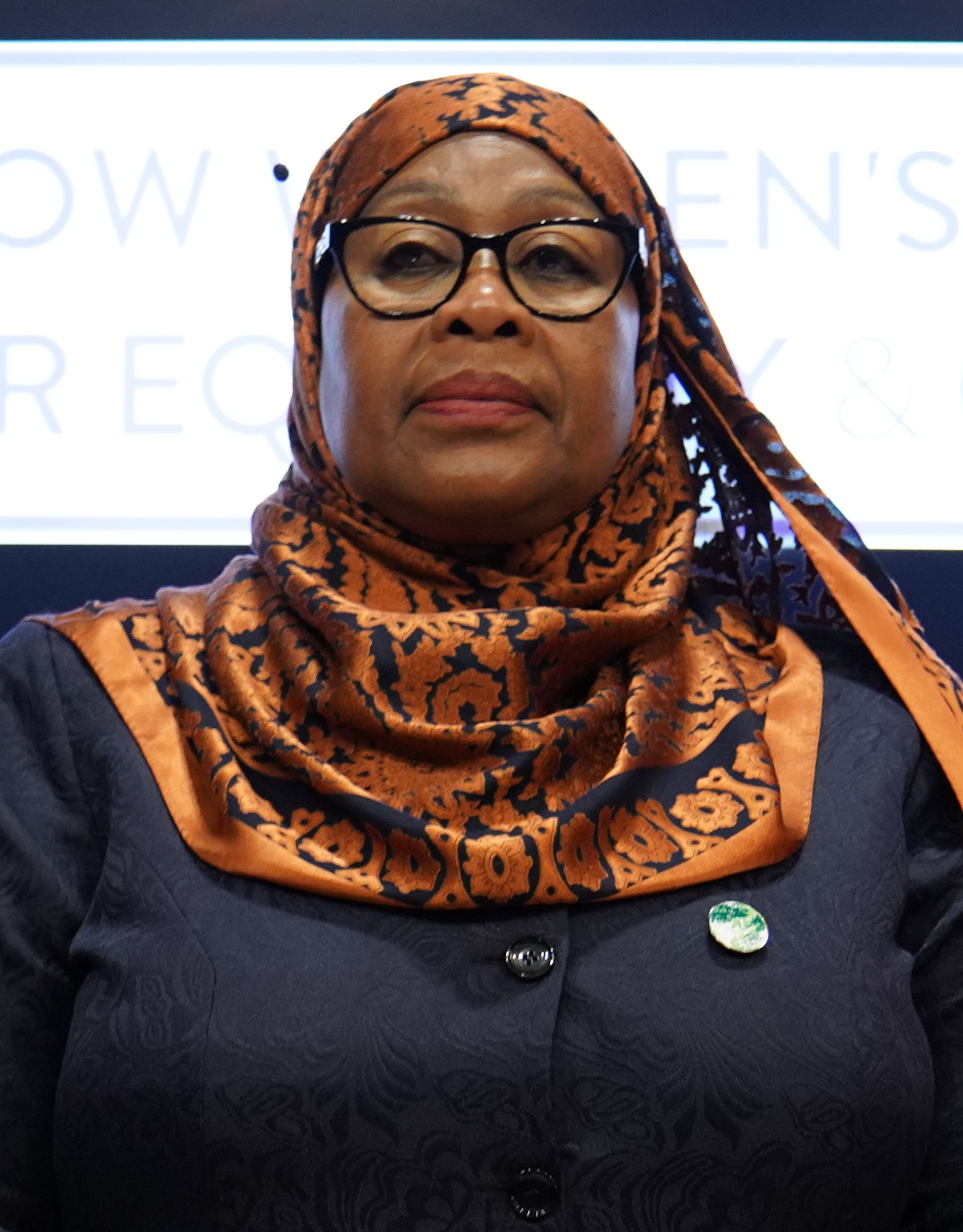
Tanzania Samia Suluhu, presidenta
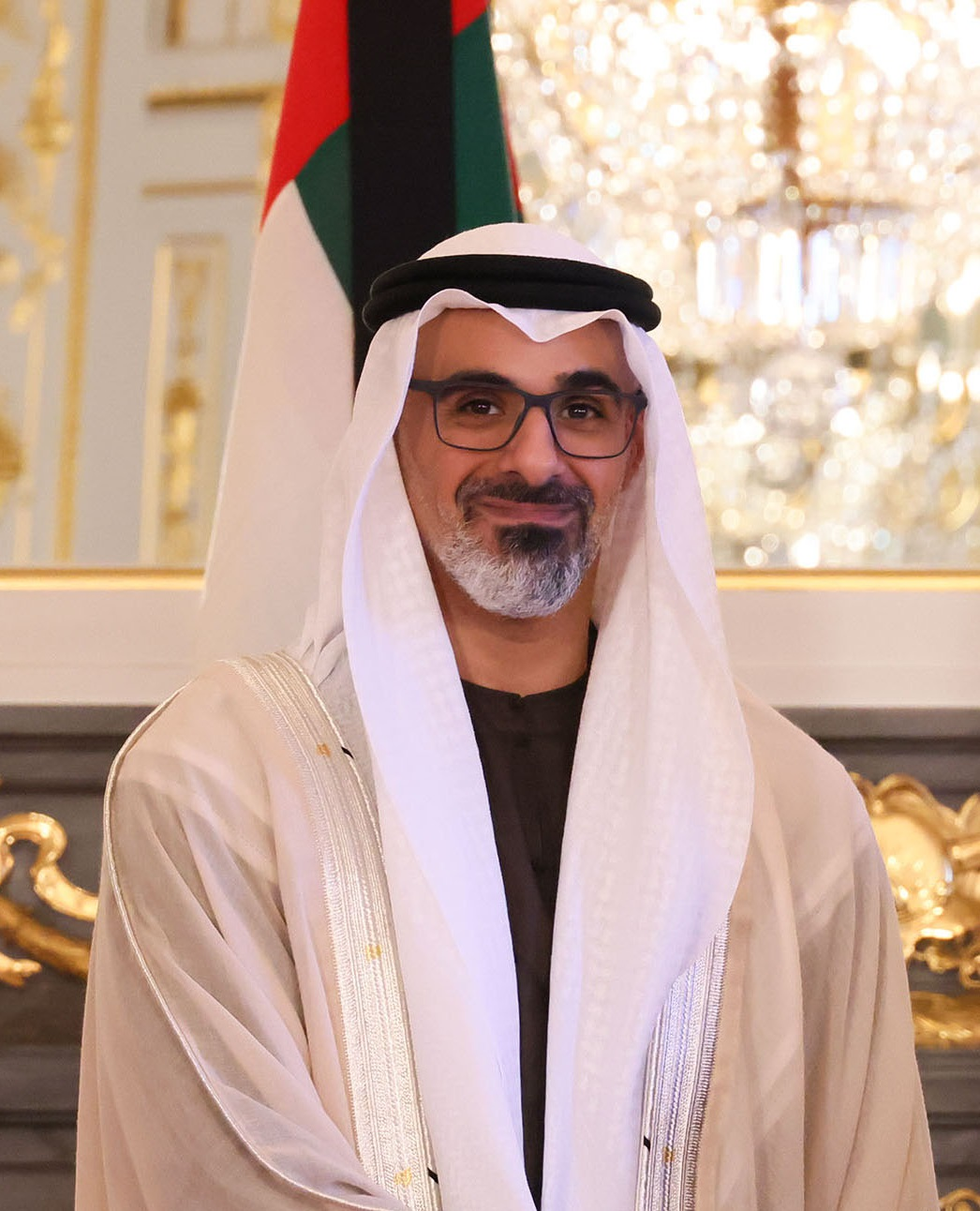
Emiratos Árabes Unidos Khaled bin Mohamed Al Nahyan, príncipe heredero
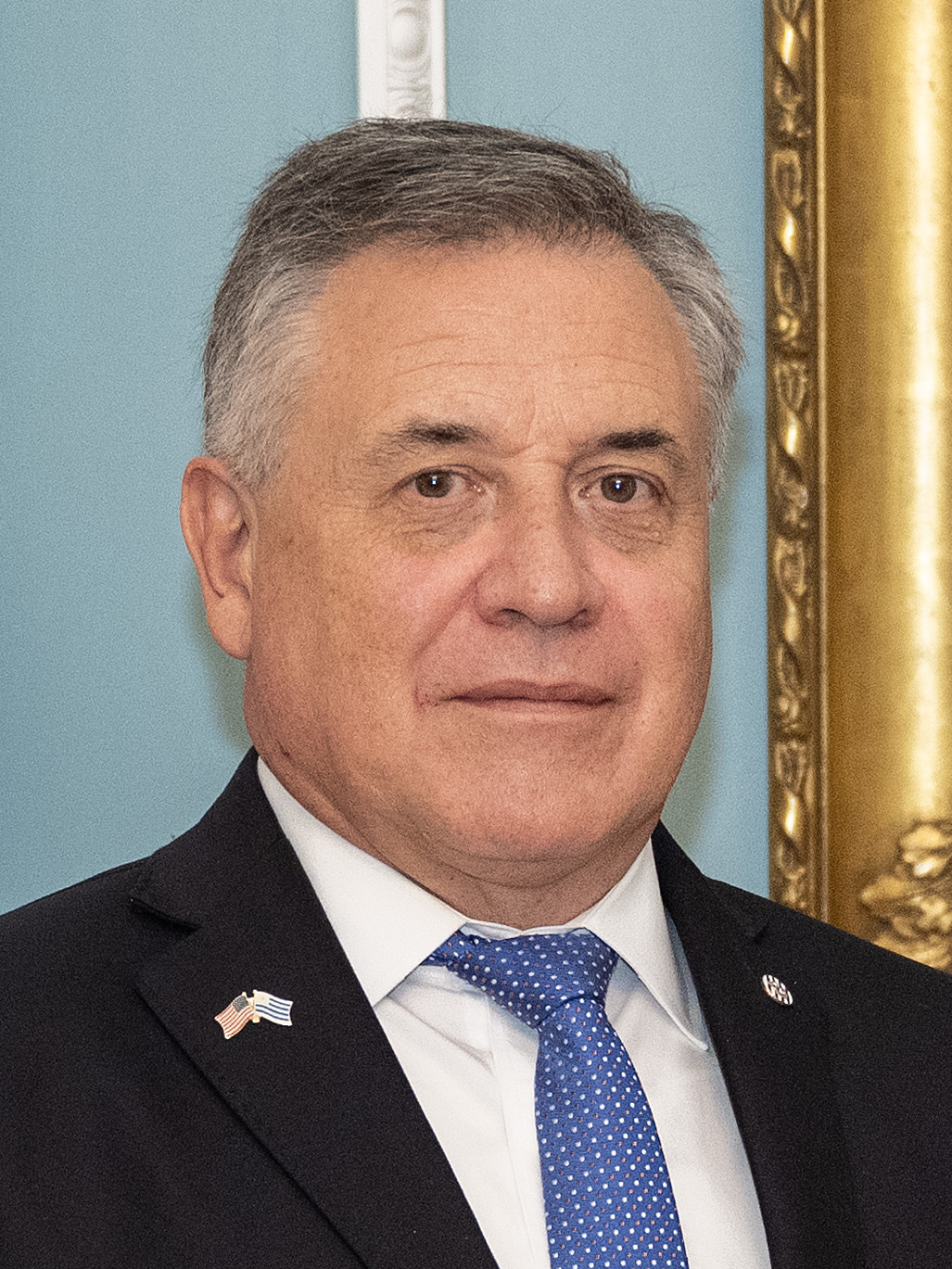
Uruguay Omar Paganini, canciller
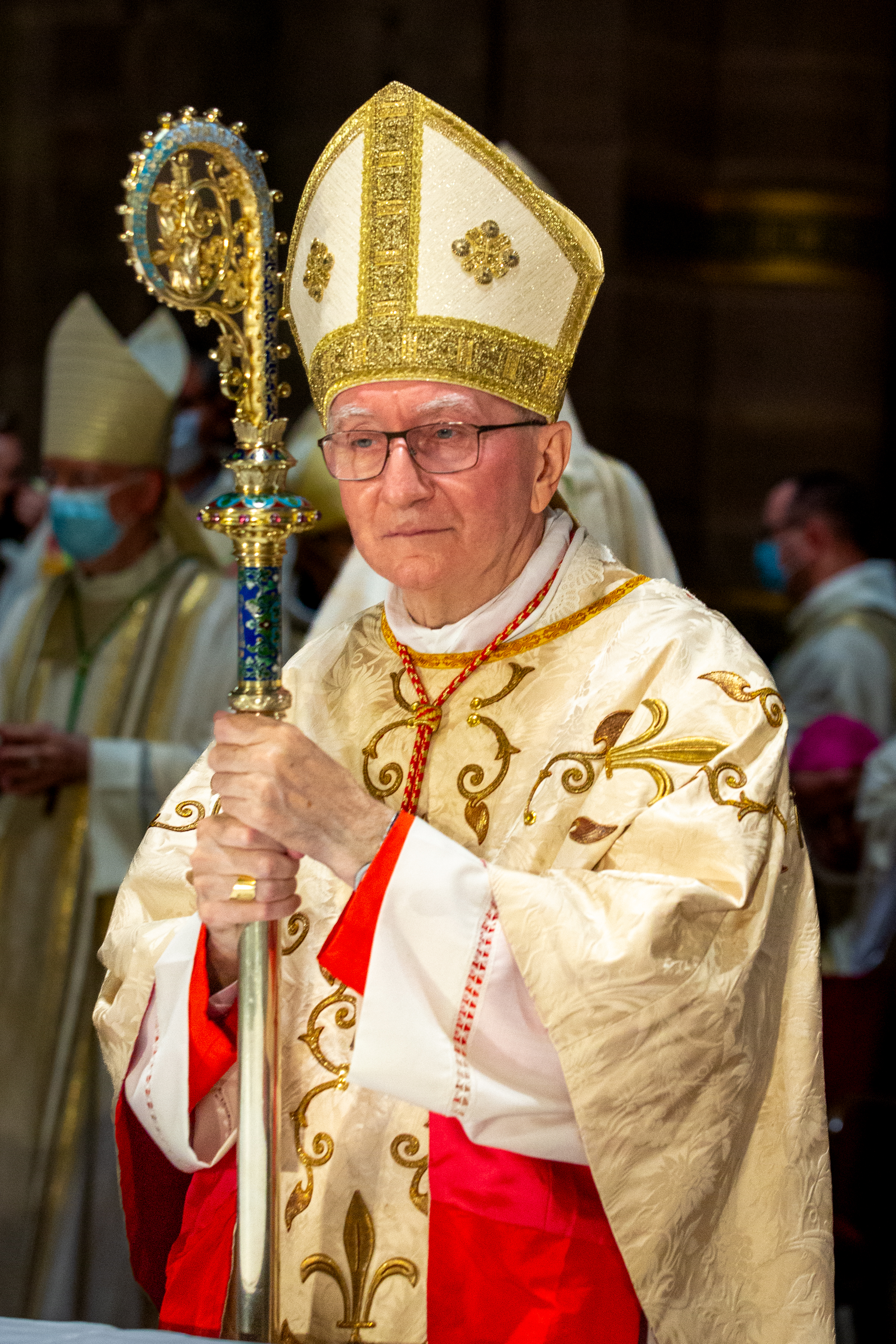
Ciudad del Vaticano Pietro Parolin, secretario de Estado de la Santa Sede
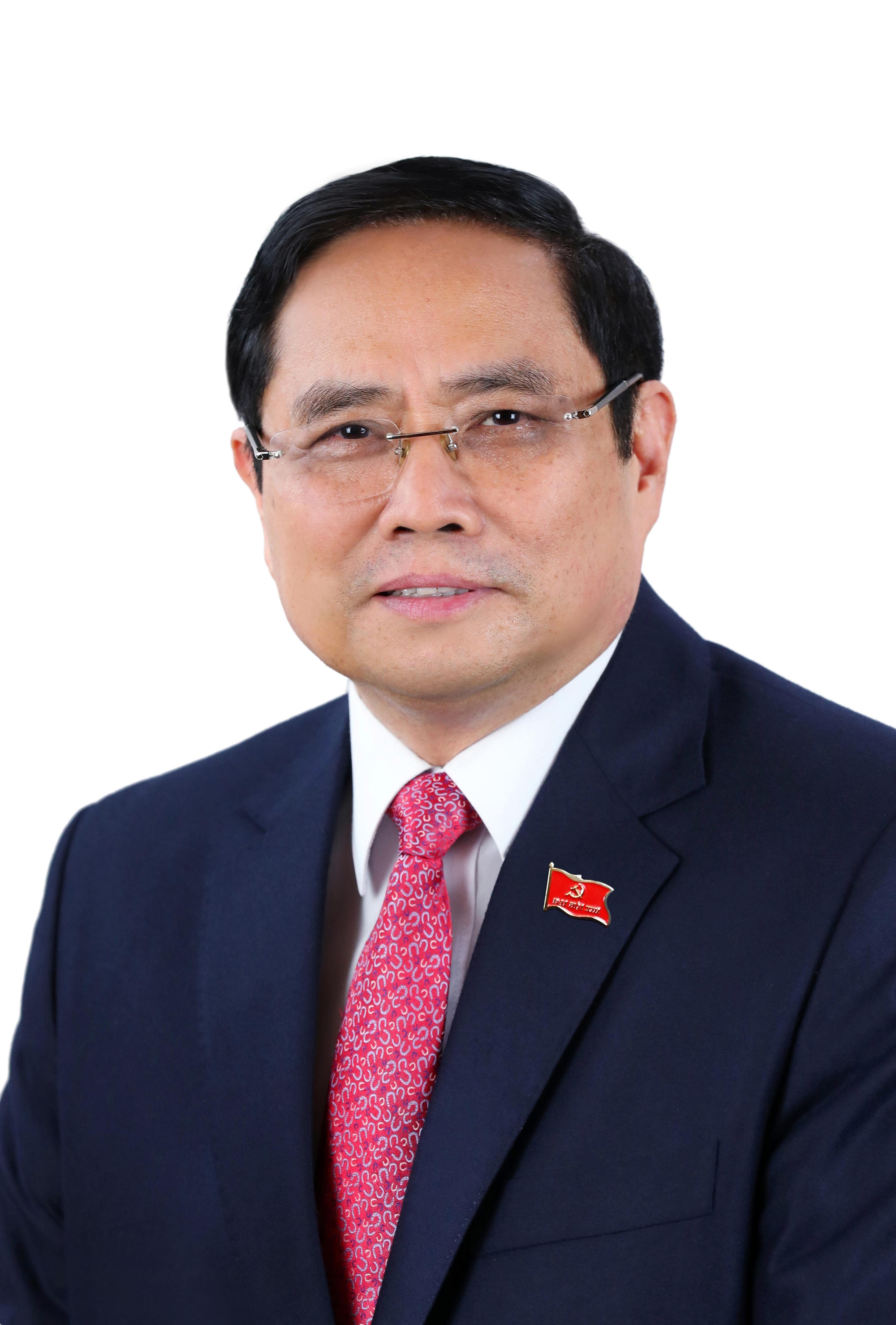
Vietnam Phạm Minh Chính, primer ministro